# Mimuse
Die Mimuse (Eigenschreibweise: MIMUSE) ist ein jährlich stattfindendes Festival für Kleinkunst, Kabarett und Comedy in der niedersächsischen Stadt Langenhagen, im Norden von Hannover: Die Mimuse wurde 1981 von Udo Püschel als ein „Kleines Festival für Pantomime, Kabarett, alternatives Theater und etwas Musik“ ins Leben gerufen. Organisiert wird die Mimuse durch den Verein Klangbüchse mit Unterstützung der Stadt Langenhagen. Spielorte für die Veranstaltungen sind der Theatersaal der Stadt Langenhagen und die Kleinkunstbühne daunstärs. Zu den beiden Festivalreihen im Frühjahr und Herbst kommen durchschnittlich ca. 16.000 Besucher.

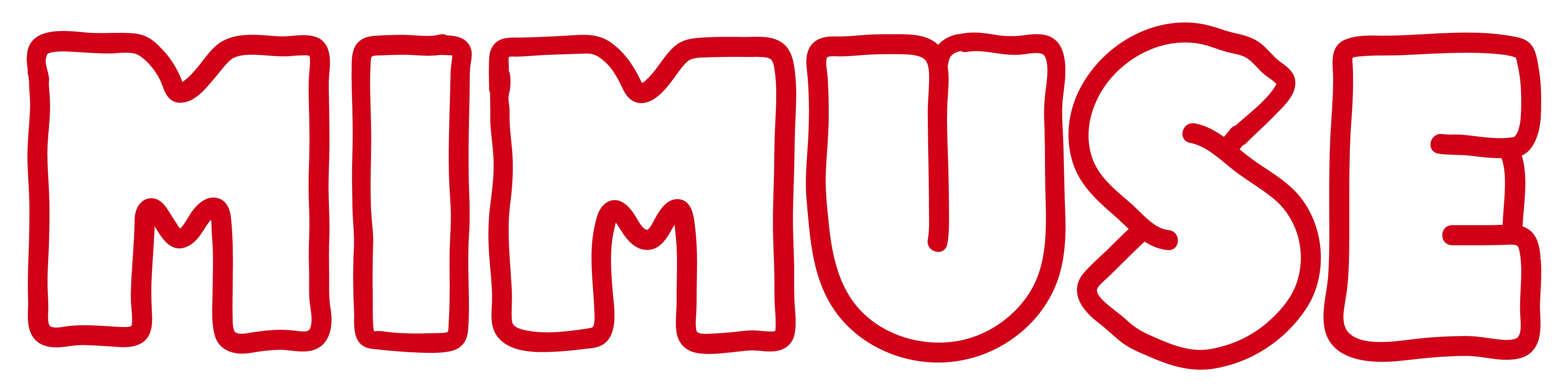
Aktuelles Logo der Mimuse

## Entwicklung der Mimuse
Die Veranstaltungsreihe mit den Schwerpunkten Kabarett, Musik, Comedy und Varietè, die bis heute Bestand hat, wurde im Jahr 1981 von Udo Püschel, seinerzeit Bauingenieur im Langenhagener Stadtplanungsamt, ins Leben gerufen, nachdem der Rat der Stadt Langenhagen dafür im Rahmen der Kulturförderung 13.000 DM für ein alternatives Straßentheater-Festival im Haushalt bereitgestellt hatte.

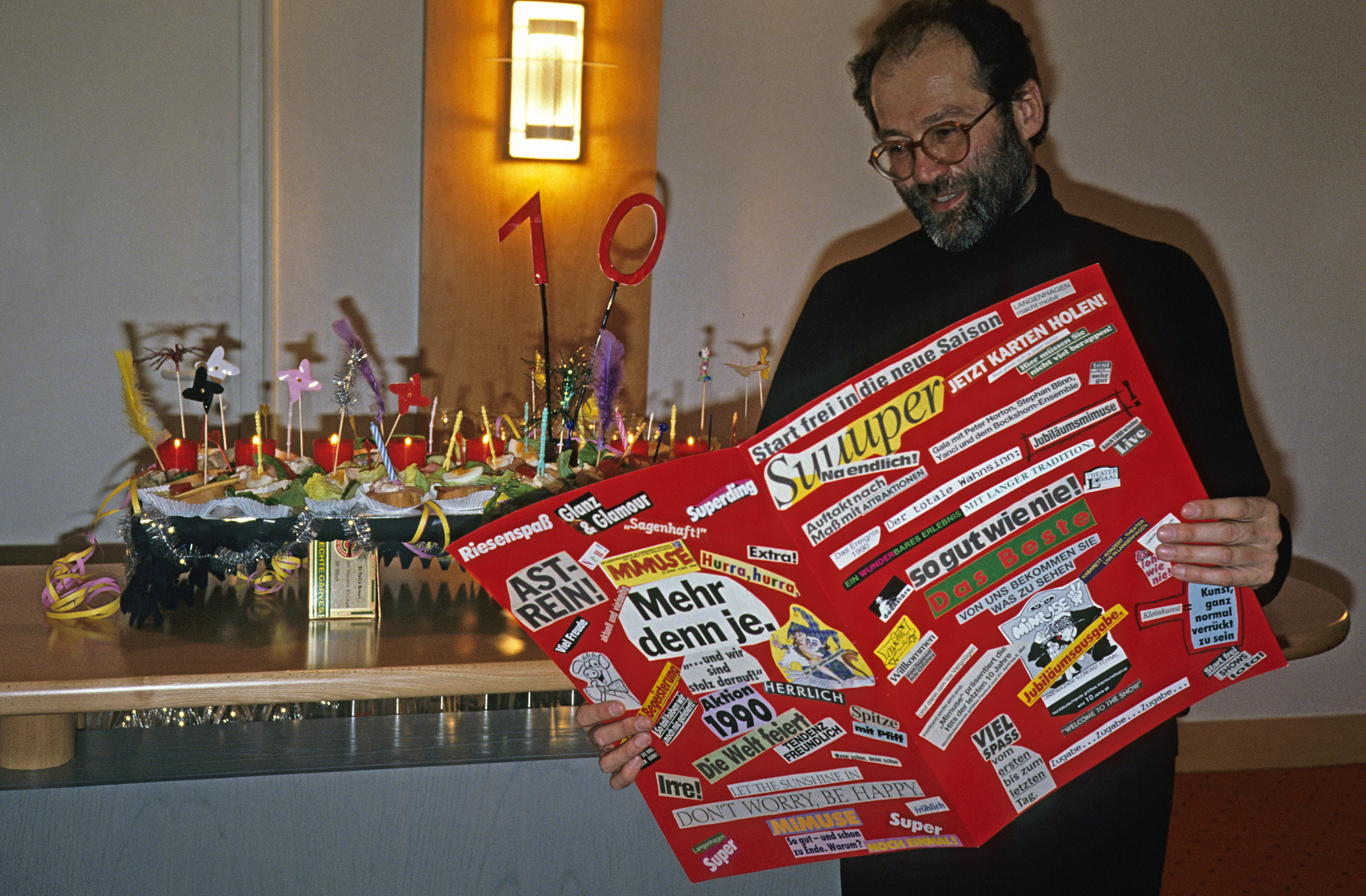
Mimusegründer Udo Püschel

Im Schul- und Kulturamt der Stadt gab es dafür allerdings kein Personal. Daher wurde Püschel mit der Planung und Durchführung der Mimuse beauftragt und dafür von seinen Bebauungsplänen freigestellt. Püschel war Vorsitzender des Stadtjugendringes und hatte mit der von ihm gegründeten Arbeitsgruppe Klangbüchse bereits Erfahrung in der Organisation von Folklore-Festivals. Außerdem hatte er 1979 aus Anlass des 20-jährigen Stadtjubiläums und im Auftrag des damaligen Stadtdirektors Karl-Heinz Brandt, zusammen mit dem Stadtsprecher Ernst-August Nebig das erste Stadtfest im Langenhagener Flughafen gestaltet.

### Entstehung und Charakter des Festivals
So wie die Folklore-Festivals organisierte Udo Püschel mit den Mitgliedern der Klangbüchse auch das erste Langenhagener Kleinkunstfestival, das er „MIMUSE“ nannte, benannt nach der Figur des Komödianten Mimos (griechisch) oder Mimus (lateinisch) im Theater der griechischen und römischen Antike, der das ernste Spiel der Dramen amüsant und satirisch kommentieren und dabei durchaus auch Seitenhiebe auf die Obrigkeiten austeilen durfte.

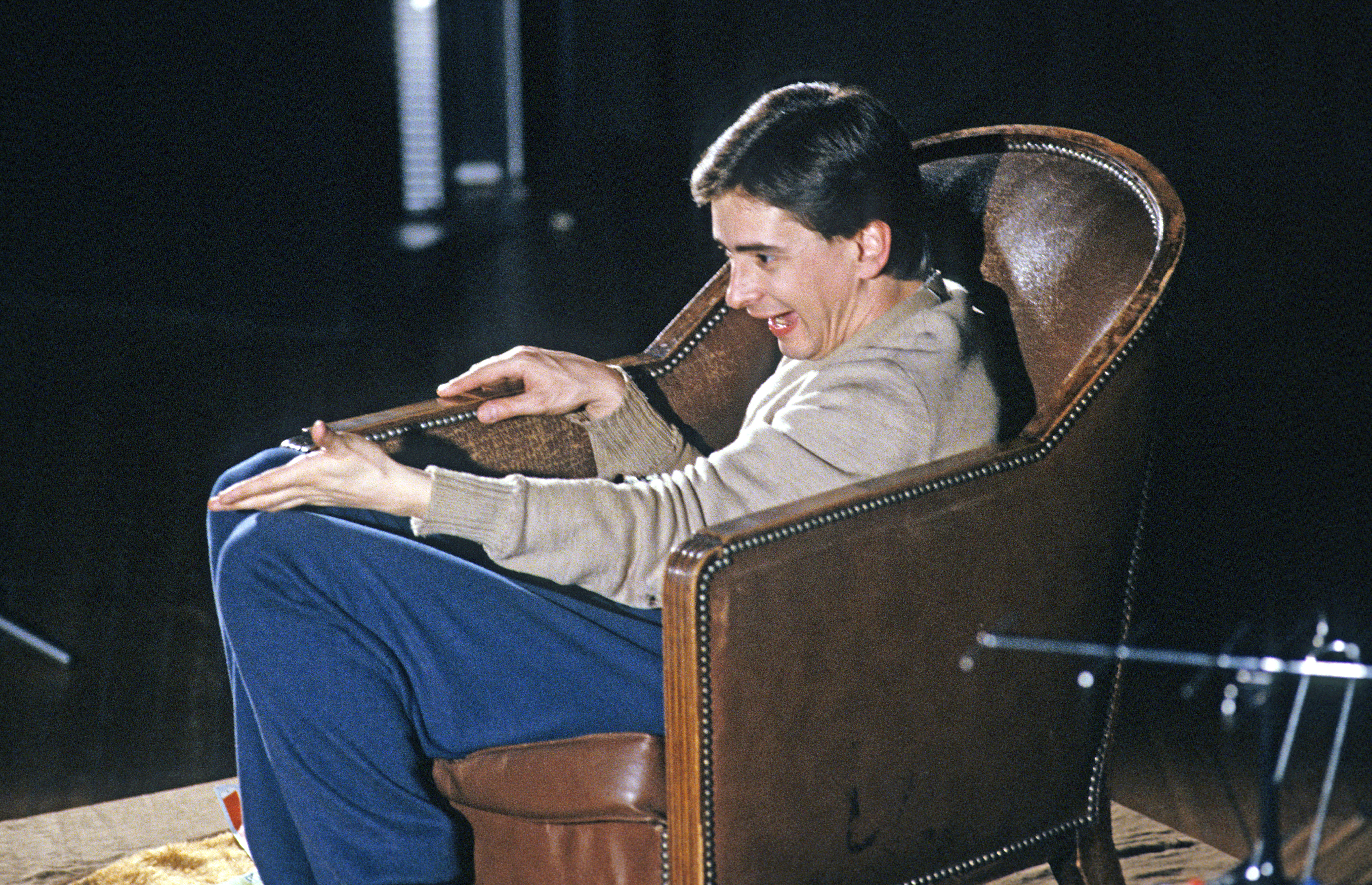
Mathias Richling bei der Mimuse 1990

Das Programm bestand, angelehnt an das bewährte Muster der bereits erfolgreichen Folkfestivals, aus drei Hauptveranstaltungen, begleitet von Workshops der teilnehmenden Künstler und repräsentierte einen kleinen Querschnitt durch die alternative Kleinkunstszene jener Tage. Unter anderem mit dabei ein im Norden noch unbekannter, junger Kabarettist aus Stuttgart namens Mathias Richling.
Anfangs war der Etat klein und große Namen damit außer Reichweite; also machte Püschel aus der Not eine Tugend und verkündete: „Wir zeigen Ihnen die Künstler, die in drei Jahren berühmt sein werden“. Damit war die Mimuseauch ein Festival für erfolgversprechende Newcomer, was nicht mit Anfänger zu verwechseln ist, denn mitunter sind die Künstler in ihrer Heimat bereits sehr erfolgreich, über ihre originäre Region hinaus dagegen aber noch unbekannt.

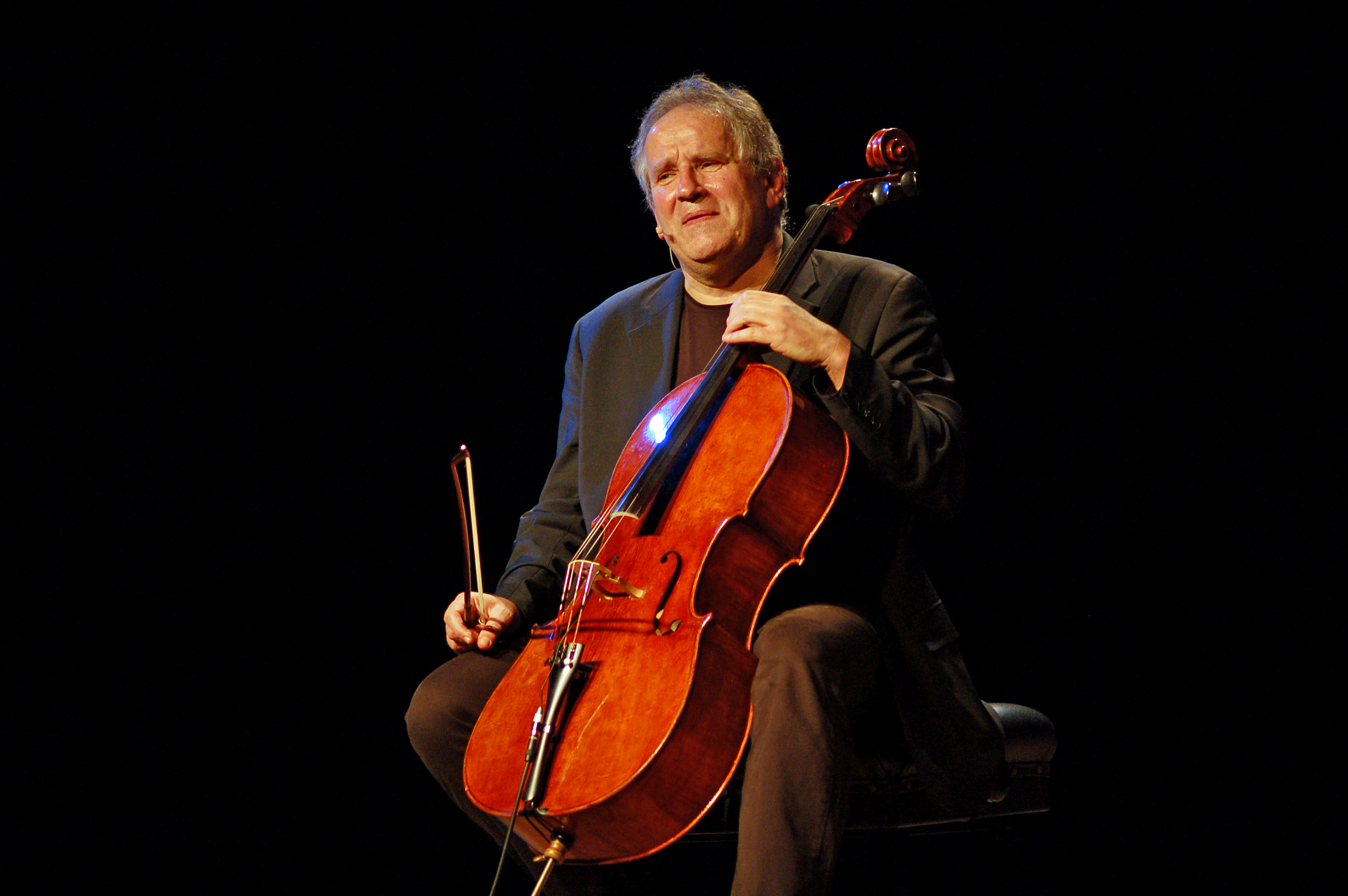
Matthias Deutschmann bei der Mimuse

Beispiele hierfür sind 1983 Gerhard Polt und die Biermösl Blosn, Richard Rogler, Mathias Richling, Konrad Beikircher oder Gerd Dudenhöffer oder 1986 Matthias Deutschmann oder auch Nickelodeon, für letztere war es 1987 ihre Deutschlandpremiere.
Da die Qualität aus Püschels Sicht immer mit der Elle der Großstadt Hannover gemessen wurde, wuchs im Laufe der Zeit auch der Anspruch, denn für die meisten Hannoveraner war es zunächst ungewöhnlich, zu kulturellen Veranstaltungen nach Langenhagen zu fahren. Das sollte sich ändern, denn außer dem kleinen Theater an der Bult des Kabarettisten Dietrich Kittner gab es in Hannover zu der Zeit keine Gastspielbühnen für Kleinkunst und Kabarett.
Das Interesse der Zuschauer wuchs stetig und damit auch die Zahl der Veranstaltungen. Damit etablierte sich das Mimuse-Festival im Zusammenspiel von Stadtverwaltung, die das Geld und die Räumlichkeiten gab, sowie der AG Klangbüchse, die das Personal stellte und sich 1983 die Rechtsform eines gemeinnützigen Verein gab und überhaupt „die treibende Kraft war hinter allem, was in Langenhagen in Sachen Kleinkunst geschah und ohne die das Festival nicht möglich gewesen wäre.“ schrieb die Hannoversche Allgemeine Zeitung (HAZ).
In den ersten Jahren wurden die Veranstaltungen im Auftrag des Schul- und Kulturamtes der Stadt geplant und durchgeführt, von 1984 bis 1988 zeitweilig unterstützt von der Jugendpflege und dessen Mitarbeiter Frank Grunwald, der als Partner von Udo Püschel eine etwas andere Sichtweise hatte und der MIMUSE mit seinen Ideen eine neue Farbe hinzufügte. Als die Jugendpflege sich aus der Planung zurückzog, führte die Klangbüchse zunehmend mehr eigene Veranstaltungen im Rahmen der Mimuse durch. So dehnte sich das Festival auf 14 Tage aus mit 13 Shows jeweils im Frühjahr und wurde zu einem Comedy- und Kleinkunstfestival mit überregionaler Bedeutung.
Von ihrem ursprünglichen Termin im Frühjahr wechselte die Mimusevon 1994 bis zum Jahr 1999 in den Herbst des Jahres und als Reaktion auf ein sich veränderndes Publikumsverhalten verzichtete die Mimuse ab dem Jahr 2000 auf einen kompakten Festivalablauf mit damals 14 Veranstaltungen in 16 Tagen. Es hatte sich gezeigt, dass die Zuschauer sich mehr auf die Höhepunkte im Theatersaal konzentrierten, was zu Lasten der Kleinkunstbühne daunstärs ging, wo die Besucherzahlen stetig rückläufig waren. Dank der zeitlichen Ausweitung und damit einer Entzerrung der Programmfolge von Mitte Oktober bis Mitte Dezember hatten die Fans jetzt wieder mehr Zeit und Muße für die neuen und noch unbekannten Künstler, was ja ohnehin seit Anbeginn zum Konzept der Mimuse gehörte.
Im Jahr 1991 eröffnete sich mit Einführung des „Mimuse MaxiMix“ die Möglichkeit, relativ unbekannte neue Künstler jeweils von namhaften Künstlern in einem größeren Rahmen vorzustellen. So etablierten sich in den folgenden Jahren nach diesem Vorbild weitere Mixed-Show-Formate. Dazu zählt das Weihnachts-Special „Oh, du fröhliche!“ am Nikolausabend (erstmals 2003), ferner NightWash LIVE (seit 2008), das Erfolgsprogramm der Stand-up-Comedy aus dem TV-Waschsalon in Köln, zugeschnitten auf die Nachwuchstalente dieses Genres, welches immer mehr Anhänger gefunden hatte.
Nicht umsonst schaffen es, wie die heutigen Stars Carolin Kebekus, Mario Barth, Oliver Pocher oder Lisa Feller zeigen, auch die Nachwuchs-Comedians auf die große Bühne des Fernsehens. Mittlerweile hat die Mimuse einmal mehr bewiesen, dass sie ihren Ruf als Karriere-Sprungbrett zurecht genießt.

### Die Mimuse aus der Sicht der Presse
Schon früh wurde die Presse auf das Langenhagener Kleinkunstfestival aufmerksam:
Die Hannoversche Allgemeine Zeitung (HAZ) titelte nach der dritten Ausgabe „Mekka der Kleinkunst“ und die Neue Presse schrieb 1986, mit der Mimuse habe Langenhagen „ein Kleinkunstfestival auf die Beine gestellte, dass erst beim Amsterdamer oder Londoner Fools-Festival wieder seinesgleichen findet.“
Matthias Brodowy, Inhaber des Kabarettpreises „Das schwarze Schaf“ und des Deutschen Kleinkunstpreises Kabarett, der wie so manch anderer, heute fernsehbekannte Kollege, seine Karriere als Kabarettist auch im Langenhagener daunstärs begann, sprach in diesem Zusammenhang von Langenhagen als „dem humoristischen Epizentrum Niedersachsens“.

### Künstler bei der Mimuse: Bekannte Namen und erfolgreiche Newcomer

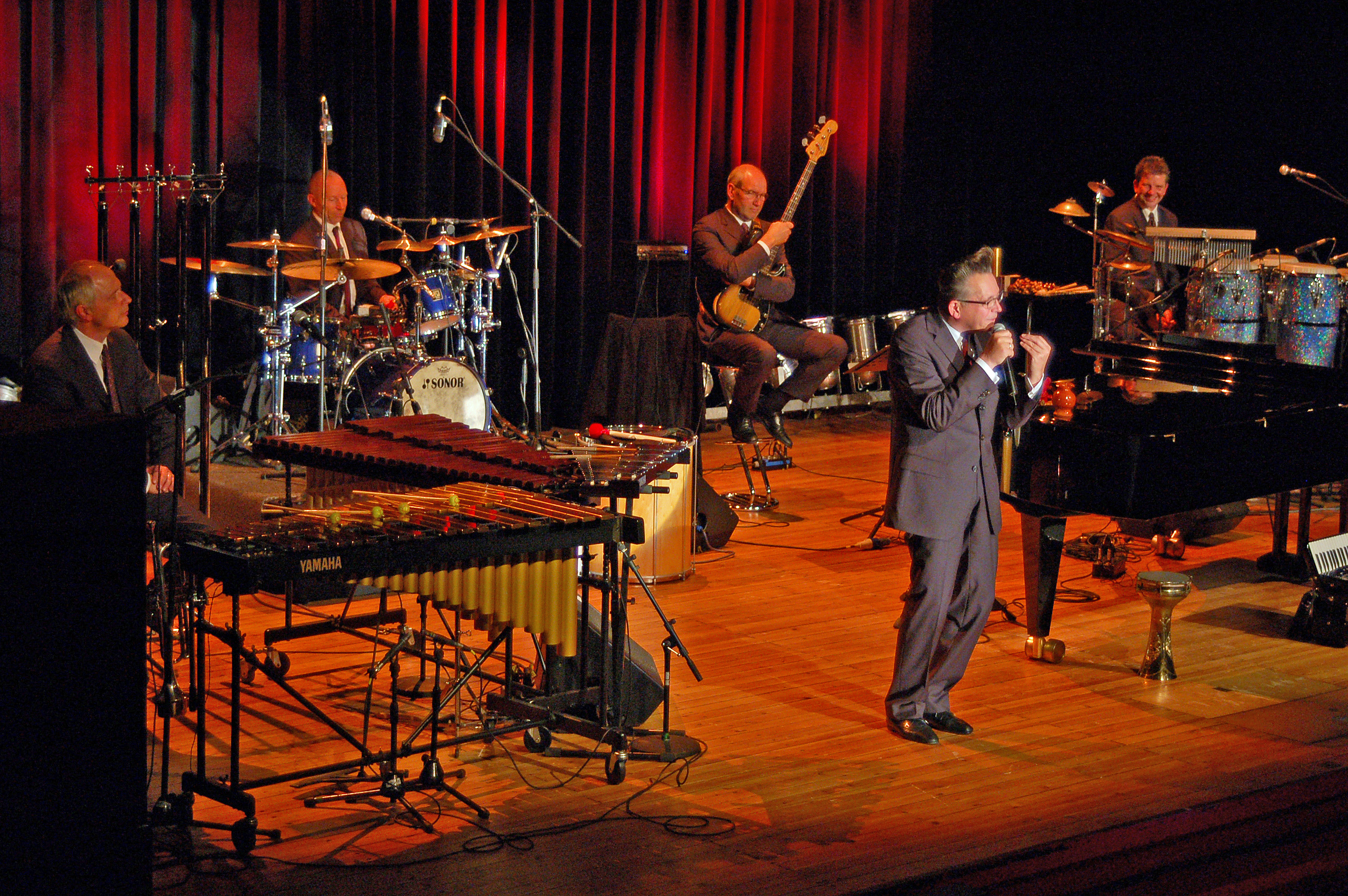
Götz Alsmann bei der MIMUSE

Im August 2010 ging das 30-jährige Mimuse-Jubiläum mit einem internationalen Dinner-Spektakel, ähnlich wie im Jahr 1991, in einem historischen Spiegelzelt mit Kabarett, Zauberei, Comedy und Artistik über die Bühne.

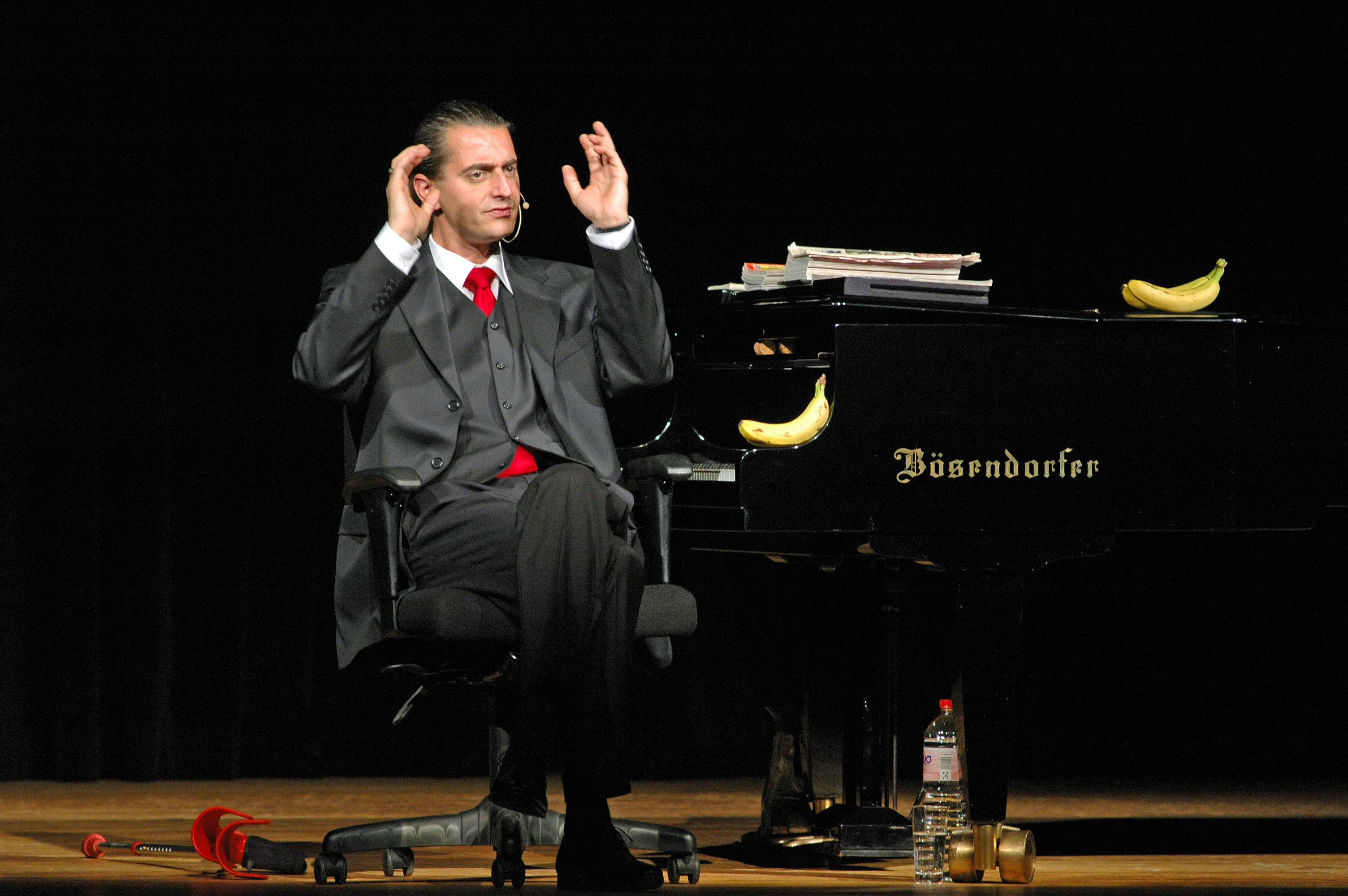
Hagen Rether bei der Mimuse

In den folgenden zehn Jahren standen bei der MIMUSE viele alte Bekannte wie Heinrich Pachl, Erwin Grosche oder Thomas Freitag, aber auch Hannes Wader, Götz Alsmann oder Chris Barber auf der Bühne, aber auch Neuentdeckungen wie das Trio Wildes Holz, das die Blockflöte aus ihrer angestaubten Ecke holte und ihr mit Folk, Klassik und Rock`n Roll à la AC/DC zu ganz neuen Höhenflügen verhalf. Oder der Österreicher Stefan Waghubinger, 2012 Gewinner des „Schwarzen Schafs vom Niederrhein“ der „österreichisches Jammern und Nörgeln mit deutscher Gründlichkeit“ betreibt. Nicht zu vergessen das Duo „Das Geld liegt auf der Fensterbank, Marie“, junge Kleinkunst mit Wiebke Eymess und Friedolin Müller. Ein Wiedersehen gab es 2012 mit Hans Scheibner, der als Liedermacher bereits 1979 beim 2. Klangbüchsen-Folkfestival mit dabei war und seitdem etliche Male, besonders in den achtziger Jahren zu Gast in Langenhagen war. Hagen Rether füllte mittlerweile den Theatersaal, der für Bodo Wartke dagegen schon zu klein geworden war und der deshalb von der MIMUSE im großen Theater am Aegi in Hannover präsentiert wird.
Zurück zu den Wurzeln ging es nicht ganz freiwillig, sondern eher dem Umstand geschuldet, dass der Theatersaal im Jahr 2015 von Grund auf saniert werden sollte. Dem damaligen Programmchef der Mimuse, Franz Gottwald und dem Team der Klangbüchse gelang es, als Ausweichstätte die Aula des Schulzentrums zu nutzen, dem Ort, an dem im Juni 1981 die allererste Mimuse über die Bühne ging. Die Aula stand im Herbst 2015 allerdings nur an zwei Wochenenden zur Verfügung, deshalb reduzierte sich das Programmangebot auf der großen Bühne auf gerade mal vier Tage. Dazu aber musste die Technik und alles andere am Freitag erst einmal dorthin und nach der Show am Sonntag wieder zurückgeschafft werden, denn ab Montag war ja wieder Schule. Die altgedienten Klangbüchsenmitglieder kennen es noch und auch jetzt hieß es wieder: Erst schleppen, dann lachen. Alle anderen Veranstaltungen wurden, soweit möglich, ins daunstärs verlegt. Nach einer Vorpremiere am 7. Oktober wurde der Saal am 15. Oktober 2016 mit dem offiziellen Mimuse-Start wiedereröffnet.

### Mimuse Open Air, ein Kulturzelt und Corona
Die Folgen der Coronapandemie, die im Frühjahr 2020 in Europa ihren Anfang nahm, waren erheblich und brachten fast das gesamte öffentliche Leben praktisch zum Erliegen, mit dramatischen Auswirkungen nicht nur auf den Kulturbetrieb. Das erste Jahr der Pandemie war geprägt von teils drastischen Zugangs- und Kontaktbeschränkungen und einem in der Folge fast völligen Zusammenbruchs der Kulturszene. Und wenn doch einmal gespielt werden durfte, dann nur unter strengen Auflagen und mit sehr detaillierten Hygienekonzepten, deren Umsetzung einen hohen zeitlichen und personellen Aufwand zur Folge hatte. Und dies bei coronabedingt drastisch reduzierten Zuschauerzahlen.

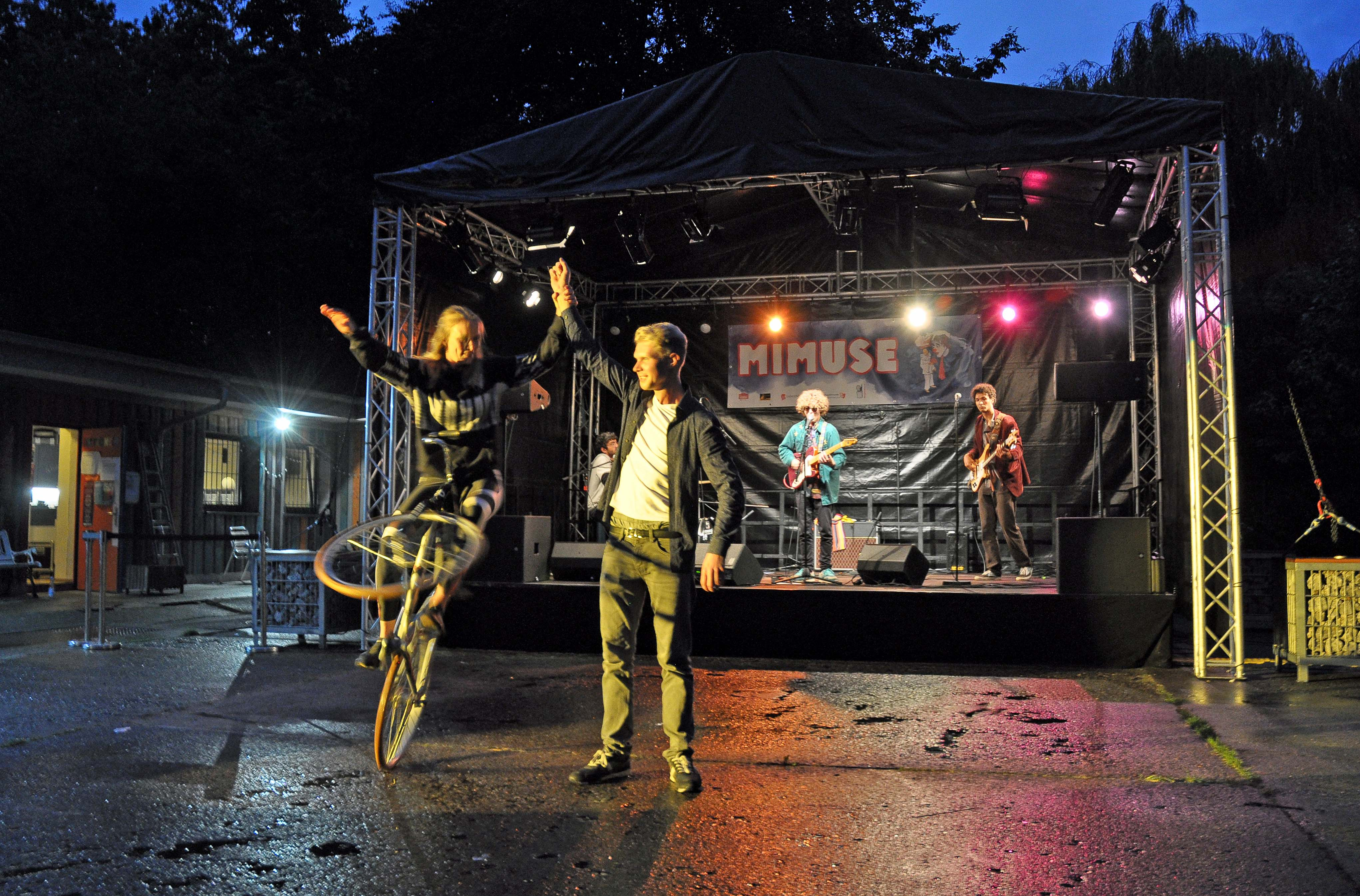
Open Air während der Corona-Pandemie

Um weiterhin ein kulturelles Angebot anzubieten und für die Langenhagener Bevölkerung sichtbar zu sein, ging die Mimuseim Sommer 2021, inzwischen unter neuer Leitung von Inga Herrmann nach draußen an die frische Luft. Auf dem Gelände des Jugendtreffs im Stadtteil Wiesenau ging an zwei Tagen im Juli das „MIMUSE-Open Air“ über die Bühne. Zwei weitere, diesmal Umsonst & Draußen-Abende im Juli, fanden im Innenhof des Langenhagener Rathauses statt. Coronabedingt mussten indes die meisten anderen Veranstaltungen abgesagt bzw. in das kommende Jahr verschoben werden, mit ungewissem Ausgang.
Die Skepsis war berechtigt, denn im Herbst 2021 kam die nächste Hiobsbotschaft: Wegen eines schwerwiegenden Wasserschadens wurde der Theatersaal in Langenhagen für zunächst unbekannte Dauer für eine umfangreiche Dachsanierung geschlossen.

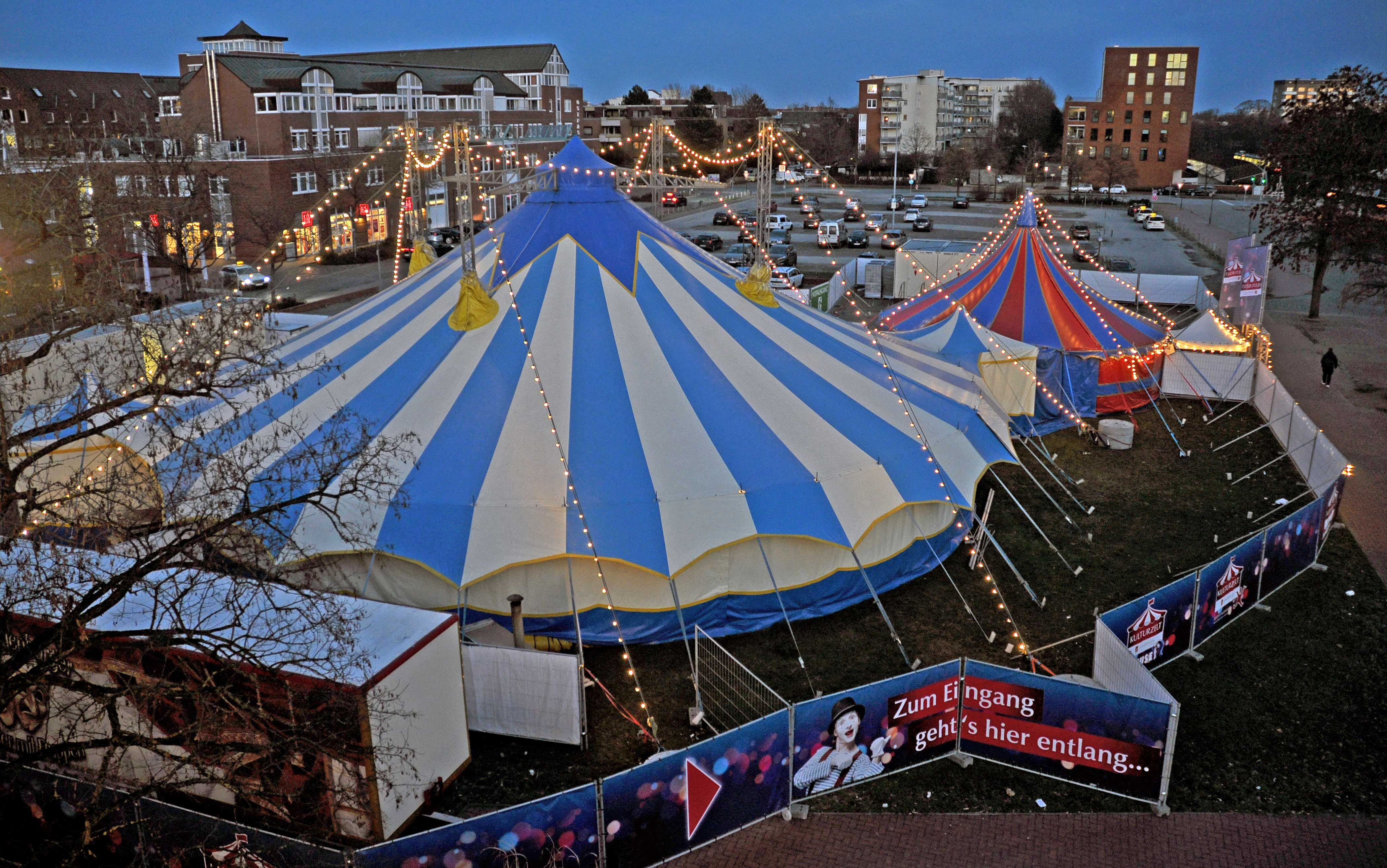
Kulturzelt Langenhagen

Als Reaktion auf die Sperrung setzte eine intensive Suche nach einem adäquaten Ersatz ein, der in Form des Kulturzelts auch gefunden wurde, welches im Januar 2022 für ein halbes Jahr im Zentrum Langenhagens errichtet wurde. Die Corona-Pandemie und ihre Folgen beherrschten jedoch weiterhin das Geschehen, mit der Folge, dass das Kulturzelt trotz seines einzigartigen Ambientes oft nur halb gefüllt war.
Im April 2023 startete die Mimusedann wieder im inzwischen reparierten Theatersaal Langenhagen nach langer Durststrecke wieder in den normalen Spielbetrieb.

## Die Klangbüchse e.V.

### Die Gründung der Klangbüchse e.V.
Im Jahr 1976 gründete Udo Püschel im Stadtjugendring, seinerzeit dessen 1.Vorsitzender, mit Klaus Früh sowie Gerd und Axel Gengelbach in Zusammenarbeit mit der Jugendpflege die Arbeitsgemeinschaft Klangbüchse, mit der Aufgabenstellung, Folklorekonzerte und andere kulturelle Veranstaltungen für junge Leute zu organisieren. Der anfängliche Schwerpunkt auf die Musik gab der Klangbüchse auch gleich ihren Namen. Jazz lag Püschel zwar näher, aber es sollte etwas sein, das es in Hannover nicht gab und da die hannoversche Folkloreszene damals gerade im Begriff war, sich aufzulösen, fanden die Programmgestalter der Klangbüchse mit Folklore und Kleinkunst angesichts der wenigen Konzertangebote beim großen Nachbarn im Süden genau die richtige Marktlücke. Und so lautete das inoffizielle Motto denn auch: „Wir zeigen Ihnen, was Sie schon immer in Hannover sehen wollten, aber nicht zu sehen bekamen.“
Mit dem Engländer Dave Deighton und der Band Walking People aus Hildesheim ging am 24. September 1976 das allererste Folklorekonzert der Klangbüchse im Freizeitheim Langenhagen mit lediglich zwei zahlenden Zuschauern über die Bühne. Aus der Not eine Tugend machend, zogen Musiker wie Publikum aus dem Gruppenraum des Freizeitheims um in das Foyer des Hallenbades nebenan, wo sich prompt noch weitere Zuschauer einfanden.
Zur Einweihung einer Fußgängerbrücke über die Autobahn veranstaltete die Klangbüchse auf Wunsch der Stadt und mit einem Zuschuss versehen am 11. September 1977 mit dem Sunday Folkmeeting am Silbersee Langenhagen ihr erstes Folklorefestival. Und da kamen schon rund 800 Besucher, auch wenn die Veranstaltung wegen Dauerregens kurzfristig in die Aula der nahen Friedrich-Ebert-Grundschule verlegt werden musste.

### Zwei Festivals in Langenhagen – Die Eintragung als Verein
Seitdem sorgte die Klangbüchse in Langenhagen für ein regelmäßiges Konzert- und Kleinkunstangebot. Damit hatte Langenhagen von 1981 bis 1984 schon zwei Festivals im Jahr, im Frühjahr die MIMUSE und im Herbst das Folkfestival, denn das Sunday Folkmeeting am Silbersee war nur der Auftakt zu einer Serie von sieben erfolgreichen Folkfestivals in Langenhagen. Deren wesentliches Merkmal war, dass es sich bei dem, was die Zuschauer zu hören und zu sehen bekamen, um eine recht umfangreiche Konzertdokumentation des großen Spektrums internationaler Folklore und Liedermacher handelte.
Zusammen mit den regulären Veranstaltungen in der laufenden Saison also ein anspruchsvolles Pensum für die ca. 15-20 ehrenamtlichen Mitglieder der Klangbüchse. Damit wird klar, dass diese Art der Kulturarbeit neben allem anderen auch ein hohes Maß an Begeisterungsfähigkeit voraussetzt.

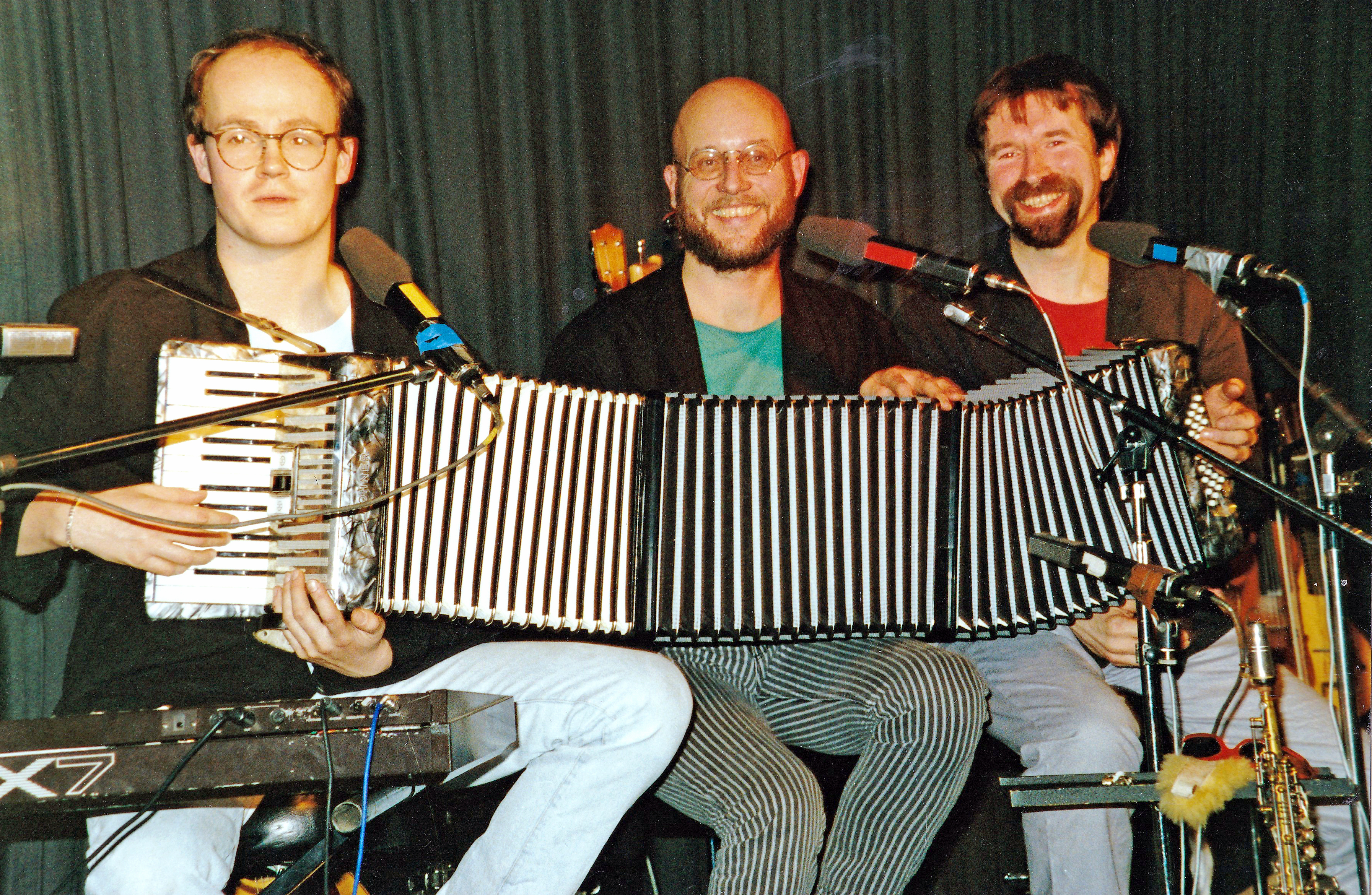
Liederjan bei der MIMUSE

Seit 1983 ist die Klangbüchse aus steuerlichen und haftungsrechtlichen Gründen ein eingetragener Verein, denn mittlerweile wurden nicht nur die Veranstaltungen des Kulturamtes betreut, sondern viele von ihnen auch in Eigenregie durchgeführt. Auf das Konto der Klangbüchse e.V. gehen neben den Klangbüchsen-Folkfestivals und der MIMUSE noch weitere Veranstaltungen, heute würde man sagen: Formate, wie die Jazzmatineen im daunstärs ab 1977 und später im Rathaus-Innenhof oder das Stadtfest, dessen Wurzeln in den legendären Airport-Partys von 1979 bis 1989 liegen.
Zu ihrem 30-jährigen Jubiläum erinnerte die Klangbüchse an ihre Anfänge und die erfolgreichen Klangbüchsen-Folkfestivals und präsentierte 2006 im Rahmen der Mimuse Musiker und Gruppen, die auch damals schon dabei waren wie Werner Lämmerhirt, Le Clou, die McCalmans aus Schottland und Liederjan.

## Die Genres der Mimuse
Es ist das Verdienst der Mimuse, sich insbesondere in den achtziger und neunziger Jahren nicht nur auf die Schwerpunkte Kabarett, Musik und Comedy zu konzentrieren, sondern auch anderen Genres wie dem Theater in seinen vielschichtigen Erscheinungsformen den gebührenden Raum zu gewähren. So etwa einer Kleinkunst der ganz anderen Art, wie beispielsweise das anrührende Marionettentheater eines Stephan Blinn oder Jordi Bertran oder das Stuffed Puppet Theatre des Australiers Neville Tranter. Mit seiner literarisch-dramatischen Adaption der „Sieben Todsünden“, jener Dreiecks-Rivalität zwischen dem Teufel, Mephisto und Dr. Faustus, der für die Macht seine Seele verkauft, riss Tranter das Mimusepublikum zu Begeisterungsstürmen hin und kam nach diesem Erfolg mit seinem eindrucksvollen Puppentheater für Erwachsene noch einige Male nach Langenhagen.

### Die Kleinkunst ist ein weites Feld
Gleichermaßen euphorisch reagierten 1991 Publikum und Presse auf Wassily Kandinskys Bühneninszenierung der „Bilder einer Ausstellung“ mit der Musik von Modest Mussorgskij.
Für die Presse war es nichts weniger als eine Sensation. „Eine Bühnendroge“ schrieb die Neue Presse in Hannover.
Nach diesem überwältigenden Erfolg wiederholte die Mimuse im Jahr darauf dieses einzigartige Kunsterlebnis der Bauhaus-Epoche. Der Bonner General-Anzeiger schrieb nach der Premiere des Stückes in Bonn: „Zweifellos gehört Kandinskys abstraktes Theaterstück der ‚Bilder einer Ausstellung‘ zu den interessantesten Kunstexperimenten der zwanziger Jahre.“

### Weitere Höhepunkte der Mimuse

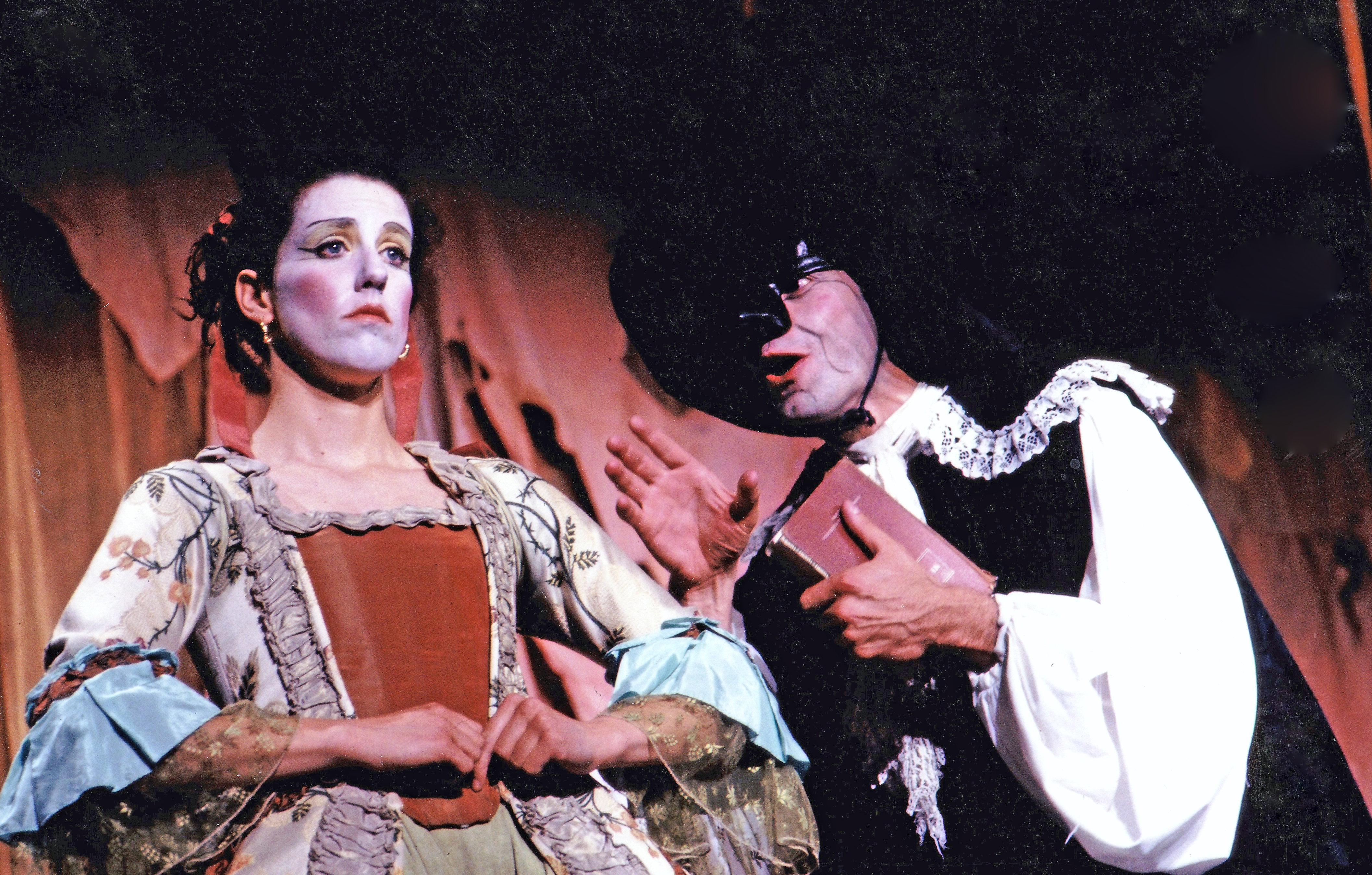
Tag Teatro bei der Mimuse

1991 waren der bereits erwähnte Jordi Bertran sowie der Spanier Pep Bou, der ein abendfüllendes Programm nur mit Seifenblasen zeigte. Auch hier Kleinkunst der anderen Art, faszinierend und sehr ungewöhnlich.
Aus Venedig kam das Tag Teatro, ein mitreißendes, dynamisches Commedia dell`Arte-Ensemble. Auf dem International Mime Festival in London waren sie die Stars. Der Daily Telegraph schrieb: „Vom ersten Moment an funktionierte das jahrhundertealte Spiel. Virtuos in Timing und Präsentation bis zur mitreißenden Ekstase.“ Mit ihrer begeisternden Show voller Slapstick, Artistik, Gesang und sehr viel Humor begeisterten sie auch das Mimuse-Publikum, obwohl alles in italienischer Sprache gespielt wurde, aber das war unwichtig. Wichtig ist die Mimik, die Action, die Spielfreude.
Dass Mozarts Oper „Figaros Hochzeit“ auch als Puppenspiel funktionieren kann, zeigte die Milan Sladek Company auf eher unkonventionelle Art und Weise. Jede der großen Puppen wird nicht wie sonst üblich, von einer Person geführt, sondern von zwei oder drei, was an die Koordination der Bewegungen in Übereinstimmung mit der Musik allerhöchste Anforderungen stellt.

### Das Varietè im Programm der Mimuse

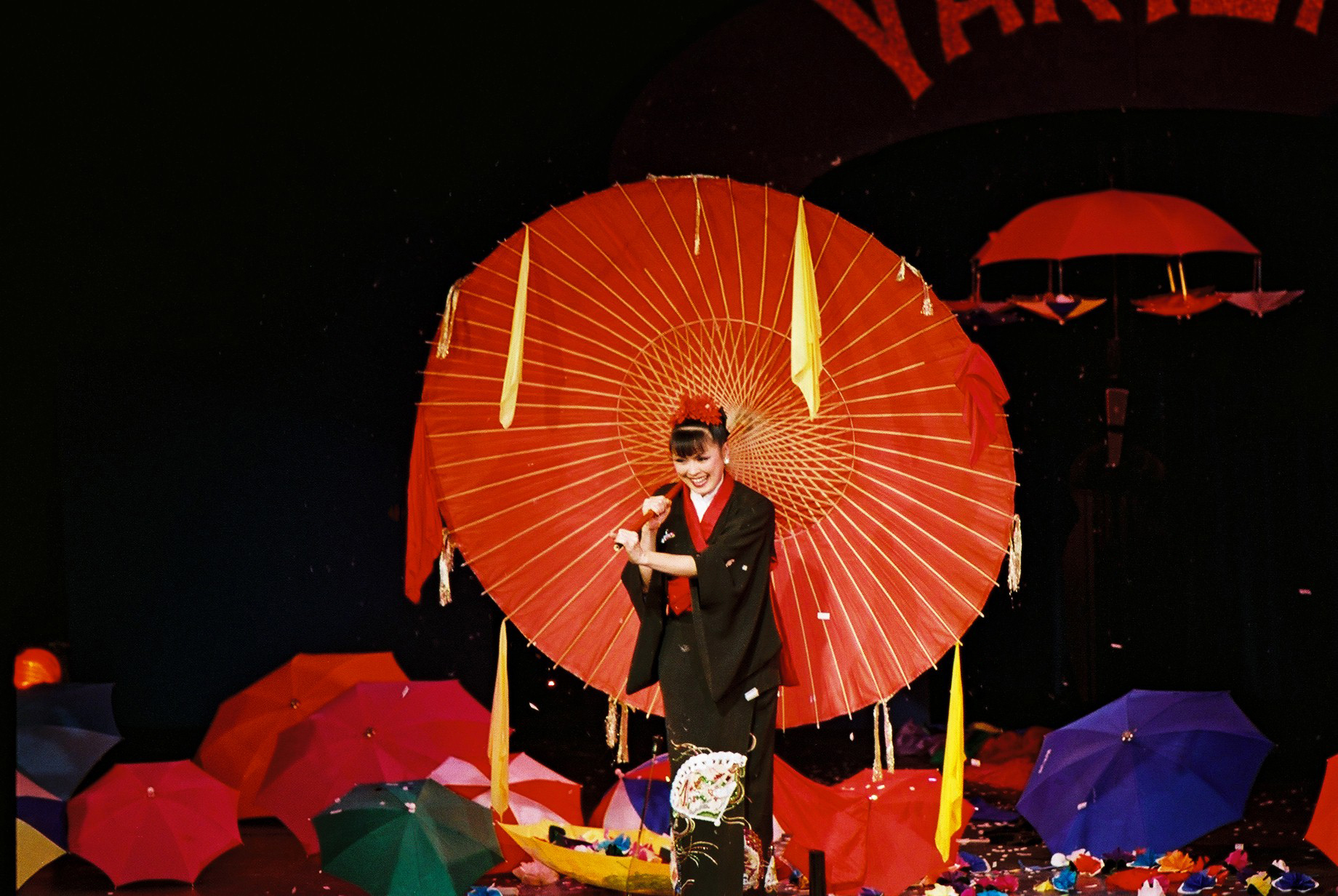
FUNtatstisch 2007

Nicht ganz so neu war 1997 das internationale Varietéprogramm FUNtastisch.
Schon 1991 war die Mimuse gewissermaßen zur Vorreiterin der deutschen Varietèszene geworden, noch vor dem GOP in Hannover oder dem Wintergarten in Berlin. In einem historischen Spiegelzelt auf dem Schützenplatz in Langenhagen präsentierte Udo Püschel ein hochklassiges Varietèprogramm mit Artist/innen, Bauchrednern, Zauberern und Komödiant/innen.
Die Fortsetzung folgte 1995 mit der 15.Ausgabe des Kleinkunstfestivals, das sich mit Hingabe den Clowns und Komödianten widmete. Mit dabei die damalige Creme der nonverbalen Comedy, namhafte und originelle Spaßmacher wie die Mimikrichy-Clowns aus Kiew, die Colombaioni-Clowns aus Italien, Elliot aus Belgien, Olli aus der Schweiz und andere, moderiert von Armin Fischer. Diese Internationale Clowns-Show feierte seine Premiere in Langenhagen und ging anschließend als Exportschlager der MIMUSE auf eine sehr erfolgreiche Deutschland-Tournee.
Nicht genug damit, denn mit der zauberhaften und humorvollen Gala „Alles Hokuspokus“ lieferte die MIMUSE den Show-Teil der Norddeutschen Meisterschaften des Magischen Zirkels, die in Langenhagen ausgetragen wurden. Seit 1997 bis zum Jahr 2019 tourte die Varietè Show FUNtastisch mit Udo Püschel als Programmdirektor ebenfalls durch die bundesdeutschen Varietè-Häuser und war regelmäßig zu Gast bei der Mimuse.

## Spielstätten
Zu den Spielstätten der Mimuse zählen das daunstärs, der Theatersaal Langenhagen und bis 1986 die alte, allerdings denkbar ungeeignete, weil nahezu rundum verglaste Mensa der IGS, die Aula des Schulzentrums, später dann auch der Rathausinnenhof, der Jugendtreff in Wiesenau, die Elisabethkirche und das Langenhagener Kulturzelt.

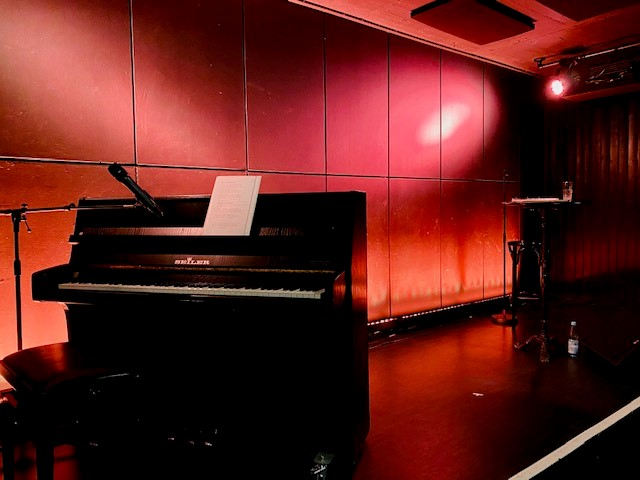
Bühne im daunstärs

### Die Kleinkunstbühne daunstärs
Die eigentliche Keimzelle und Heimat der Klangbüchse seit den Anfangstagen war und ist bis heute das kleine, intime daunstärs, entstanden aus einem Lagerraum im Kellergeschoss des damaligen Freizeitheims neben dem Hallenbad. Damals stand das daunstärs, auch wenn es noch nicht so hieß, zunächst ganz im Zeichen der internationalen Folklore und wurde inoffiziell schon als Folkclub Langenhagen gehandelt. Diese Schublade wurde aber schnell zu eng, denn so wollte sich die Klangbüchse nicht festlegen. Jazz gehörte ebenso zum Programm wie auch das Kabarett, welches inzwischen zum eigentlichen Markenzeichen des daunstärs geworden ist. Seinen heutigen Namen bekam das daunstärs erst am 11. Januar 1979 und avancierte bald zur Kabarettadresse Nr.1 in der Region, wobei die unkonventionelle Schreibweise für einen hohen Wiedererkennungswert sorgt und deshalb garantiert richtig ausgesprochen wird.
Das Hallenbad gibt es inzwischen nicht mehr und in dem Gebäude sind heute neben dem daunstärs die Volkshochschule Langenhagen und seit vielen Jahren auch das Mehrgenerationenhaus beheimatet.
Zuvor bekam das daunstärs durch eine räumliche Erweiterung einen Technik- und Regieraum, eine Lüftung und einen Vorraum mit direktem Ausgang zum Parkplatz als auch in den Saal. Zudem wurde die Bühne im Zuge der Erweiterungsarbeiten an ihren heutigen Platz verlegt. Die Mitglieder der Klangbüchse haben das daunstärs seinerzeit mit eigenen Mitteln liebevoll umgestaltet und seitdem ist es eine gemütliche Kleinkunstbühne mit 99 Sitzplätzen, die sich heute noch fast genau so präsentiert wie damals.
Hier geht man zum Lachen in den Keller und hier gastierten unter anderem Volker Pispers, Matthias Deutschmann, Matthias Brodowy, Martin Buchholz, Hans Werner Olm, Georg Schramm, Reiner Kröhnert, Erwin Grosche, Rüdiger Hoffmann, Jochen Malmsheimer uva.

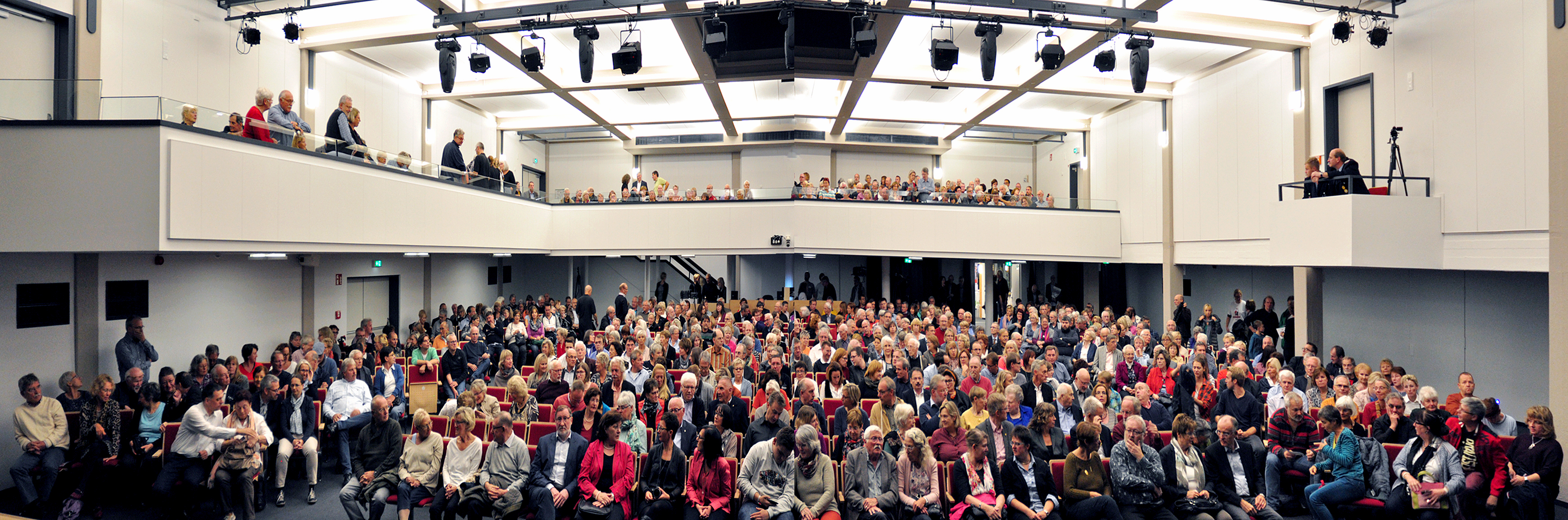
MIMUSE erstmals im renovierten Theatersaal Langenhagen

### Der Theatersaal Langenhagen
Der Theatersaal in der heutigen Leibniz IGS Langenhagen mit seinen knapp 600 Plätzen wurde von den HAZ-Kolumnisten Uwe Janssen und Imre Grimm bereits ironisch als „Madison Square Garden am Langenhagener Broadway“ bezeichnet. Hier fanden und finden all die MIMUSE-Veranstaltungen statt, für die das daunstärs mit seinen 99 Sitzplätzen zu klein ist. Alles, was im Bereich Kleinkunst und Kabarett Rang und Namen hat, stand seit den Anfängen der MIMUSE bereits auf der Bühne des Theatersaals und viele dieser Künstler kennen in Langenhagen beide Häuser.
Zur Verbesserung der Eingangssituation entstand 1986 vor dem Foyer des Theatersaals ein neues gläsernes Kassenhaus und im Zuge der damaligen Baumaßnahmen wurden sowohl der Saal als auch das Foyer umgestaltet, was zu einer deutlichen Aufwertung der Spielstätte führte.
Eine zweite, grundlegende Renovierung des Theatersaals erfolgte 2015/2016. Dabei bekam der Saal nicht nur eine neue Bestuhlung – die alten Sitzgelegenheiten wurden für einen guten Zweck an die Fans der MIMUSE verkauft – sondern neben einer leistungsstarken Belüftung auch eine neue Licht- und Tontechnik. Darüber hinaus wurden der Saal und das Foyer mit taktilen und visuellen Bodenelementen versehen für eine zeitgemäße Publikumsertüchtigung im Sinne der Inklusion, um Menschen mit Einschränkungen der Mobilität und des Sehens einen barrierefreien Zugang zu ermöglichen.

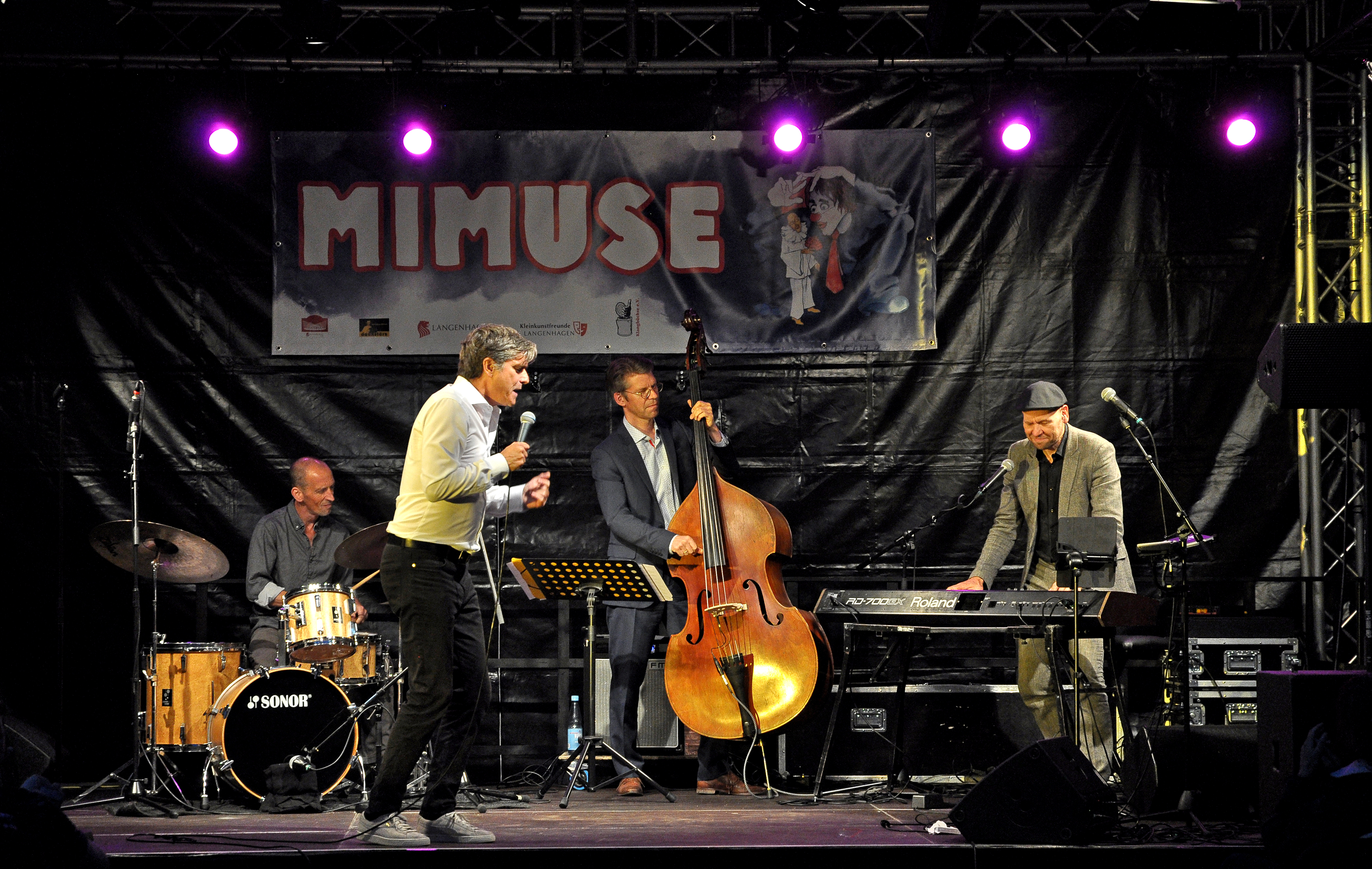
Juliano Rossi beim MIMUSE Open Air

### Mimuse Open-Air in Wiesenau
Coronabedingt mussten im Frühjahr 2021 bekanntlich fast alle Veranstaltungen abgesagt werden, so dass sich die Veranstalter der Mimuse dazu entschlossen, im Juli des Jahres ein dreitägiges Open-Air-Festival mit Varietè, Comedy, Kabarett und Musik auf dem Gelände des Jugendtreffs Wiesenau in Langenhagen durchzuführen. Wieder einmal packte der gesamte Verein mit an und schleppte, koordinierte und organisierte Kleinkunst an unbekanntem Ort. Mit Hilfe von Fördergeldern hatte der Verein mittlerweile eine professionelle Outdoor-Tonanlage angeschafft und weitere Fördergelder ermöglichten die Anmietung einer großen mobilen Bühne. Drei Tage Dauerregen im Juli waren so nicht eingeplant, aber dennoch war auch dieses Experiment ein voller Erfolg und wurde sowohl von Künstlern als auch Besuchern hochgelobt. Eine Mischung aus lokalen und überregionalen Künstlern wie John Winston Berta, Leon Braje, Lea Shaepe, Heinz Gröning, Matthias Brodowy und Juliano Rossi füllten ein buntes dreitägiges Programm.

### Kabarett in der Elisabethkirche

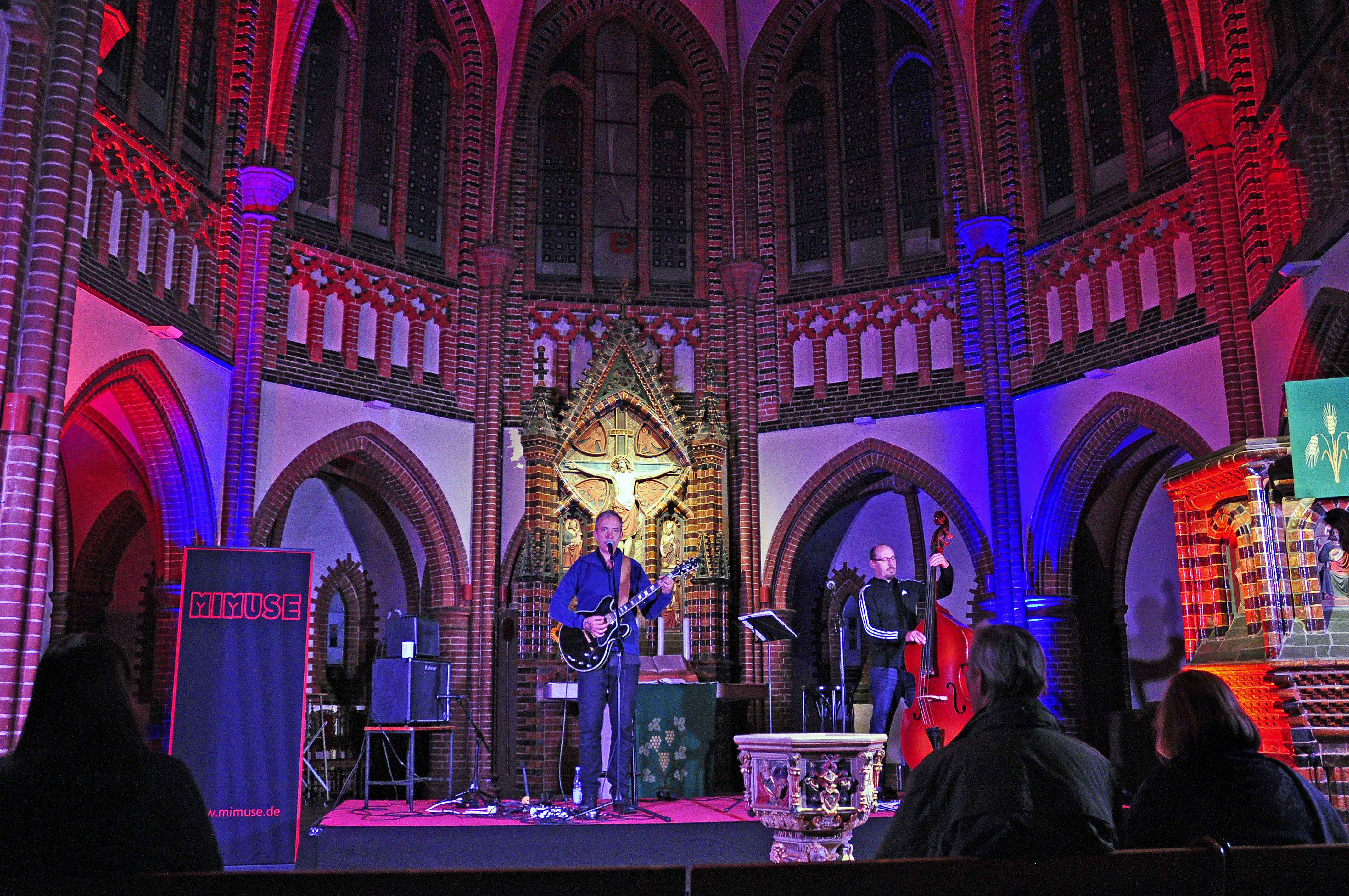
Mimuse goes Elisabethkirche – René Marik

Die Jahre 2020 und 2021 waren für die Mimuse geprägt von außergewöhnlichen Maßnahmen und Umständen zur Aufrechterhaltung eines stark eingeschränkten Kulturbetriebs. Im Zuge dessen gastierte die Mimuse an drei Abenden in der Langenhagener Elisabethkirche. Eine Kooperation mit der Kirchenleitung hatte es möglich gemacht, drei Kabarettabende mit Jens-Heinrich Classen, Renè Marik und H. G. Butzko in einem für diese Kulturgattung sehr ungewöhnlichen Ambiente durchzuführen.

### Kulturzelt Langenhagen
Kleinkunst unter der Zirkuskuppel hieß das Motto von Februar bis Juli 2022. Das Kulturzelt bot rund 500 Sitzplätze und ging als Ersatz für den wassergeschädigten Theatersaal auf eine Anregung von Inga Herrmann zurück, die damit letztendlich den Rat der Stadt überzeugen konnte, im Haushalt eine beträchtliche Summe für Miete und technisches Equipment bereitzustellen, um den Kulturbetrieb in der Flughafenstadt weiter aufrechtzuerhalten. Leider wurde das Zelt im Juli 2022 bereits wieder abgebaut, weil der Rat der Stadt Langenhagen die weitere Finanzierung ablehnte, wohl auch in der Hoffnung auf eine baldige Wiedereröffnung des Theatersaals. Diese Hoffnung erfüllte sich leider nicht. Bis April 2023 hieß es für die Mitglieder der Klangbüchse also wieder: Verlegen, schleppen, an anderen Orten spielen.

## Programmleitung

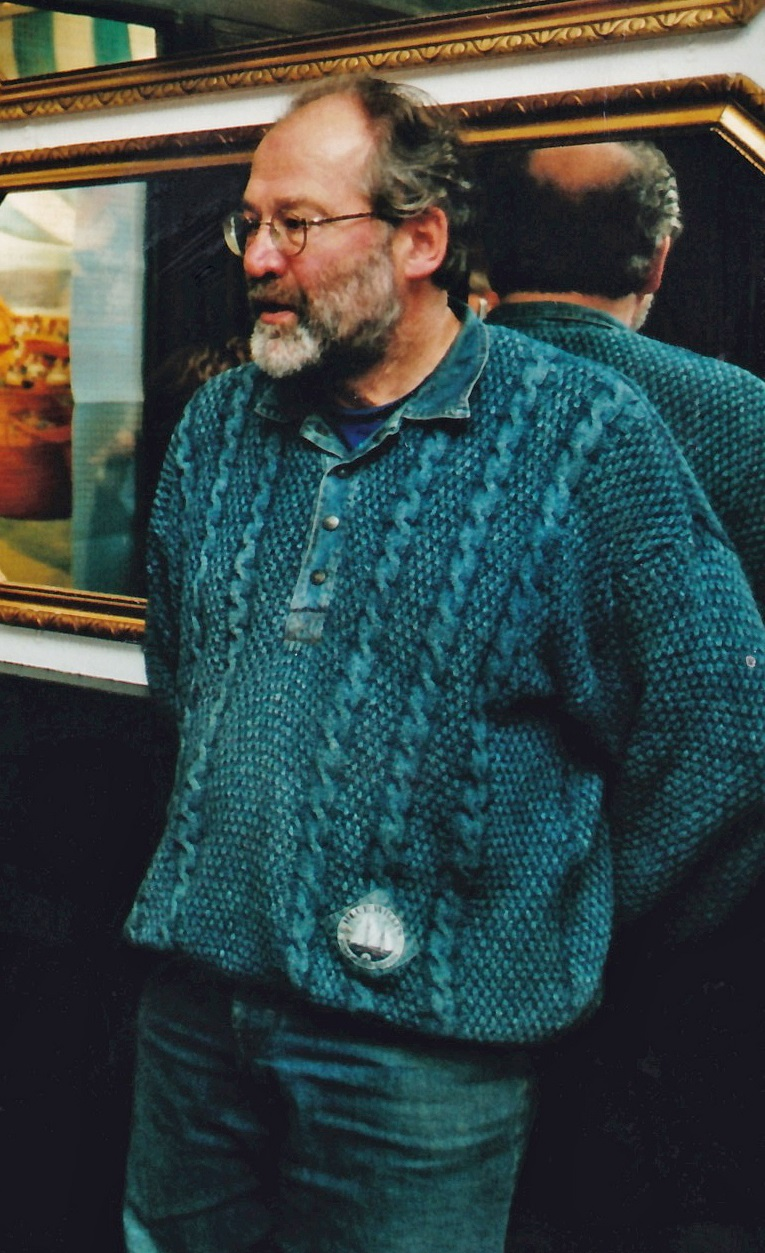
Udo Püschel im daunstärs

### Udo Püschel – Vom Stadtplaner zum Kulturbeauftragten
Neben der Mimuse und den Folkfestivals begründete Udo Püschel, geboren 1941 in Breslau und aufgewachsen in Oldenburg i/O, zusammen mit Klaus Raap und dem Langenhagener Echo die Reihe der Jazzmatineen und organisierte 1979 gemeinsam mit dem damaligen Stadtsprecher von Langenhagen, Ernst-August Nebig, aus Anlass des 20. Stadtgeburtstags das erste Stadtfest im Flughafen Langenhagen. Dafür holten sie die Langenhagener Vereine mit ins Boot. Mit Ausnahme von 1979 war auch jedes Mal die Klangbüchse mit dabei. Das 1991 erschienene und längst vergriffene Buch „Bilder aus Langenhagen“ von Karl Johaentges und Manfred Hertel geht ebenso auf Püschels Anregung zurück wie das Langenhagen-Lied von Matthias Brodowy, das inzwischen als Wartemusik im Langenhagener Rathaustelefon läuft.
Die Kulturarbeit nahm im Lauf der Zeit immer größere Dimensionen an, die es für Püschel zunehmend schwieriger machten, seine Arbeit im Stadtplanungsamt zu bewältigen, weshalb er 1986 auf eigenen Wunsch in das Schul- und Kulturamt wechselte, um sich fortan auf die Kulturplanung zu konzentrieren. Den Amtswechsel hatte der damalige Stadtdirektor Brandt noch vor dessen Ausscheiden möglich gemacht.
Inspiriert durch Hanns Dieter Hüsch und ein belgisches Spiegelzelt auf dem ehemaligen Schützenplatz in Langenhagen und einem Programm mit Bauchrednern, Zauberern und Artisten erinnerte sich Püschel wieder seiner alten Vorlieben Zirkus und Varietè. Mit seiner Lebensgefährtin Renate Burkhardt hatte er 1991 eine Künstleragentur gegründet und bekam später den Auftrag, das Programm für die Neueröffnung des GOP in Hannover zu gestalten, führte Regie und stellte auch danach für einige Jahre die Programme im GOP Hannover zusammen, mit Moderatoren wie u. a. Volker Pispers und Eckart von Hirschhausen.
2001 eröffnete Püschel mit seinem Programm das Varietè Boddenbarsch im Kurhaus Binz auf Rügen, wo er bis 2016 tätig war.
Zudem hielt Püschel Vorträge für die Interessengemeinschaft der Städte mit Theatergastspielen (INTHEGA) und war 1993 Jurymitglied beim Festival der Magier auf Mallorca und 2002 beim Internationalen Circusfestival in Budapest.
Im Jahr 2003 verließen Udo Püschel und seine Kollegin Barbara Duncker aus Altersgründen das Schul- und Kulturamt Langenhagen. Sein Nachfolger im neu geschaffenen Fachdienst für Kultur, Bildung und Sport war Franz Gottwald. Ab diesem Zeitpunkt ist die Klangbüchse e.V. der alleinige Veranstalter der Mimuse.
Mit dem Eintrag in das Goldene Buch der Stadt im Dezember 2010 wurde Udo Püschel für seine Arbeit im Dienst der Kultur in Langenhagen eine besondere Ehrung zu teil. Zu Recht, denn Püschel hat maßgeblich dazu beigetragen, die Stadt Langenhagen, die sonst lediglich für den Flughafen bekannt ist, auch auf die bundesdeutsche Kulturlandkarte zu bringen. Den Vereinsvorsitz gab Udo Püschel im Januar 2012 auf und zog sich damit aus dem aktiven Dienst zurück.

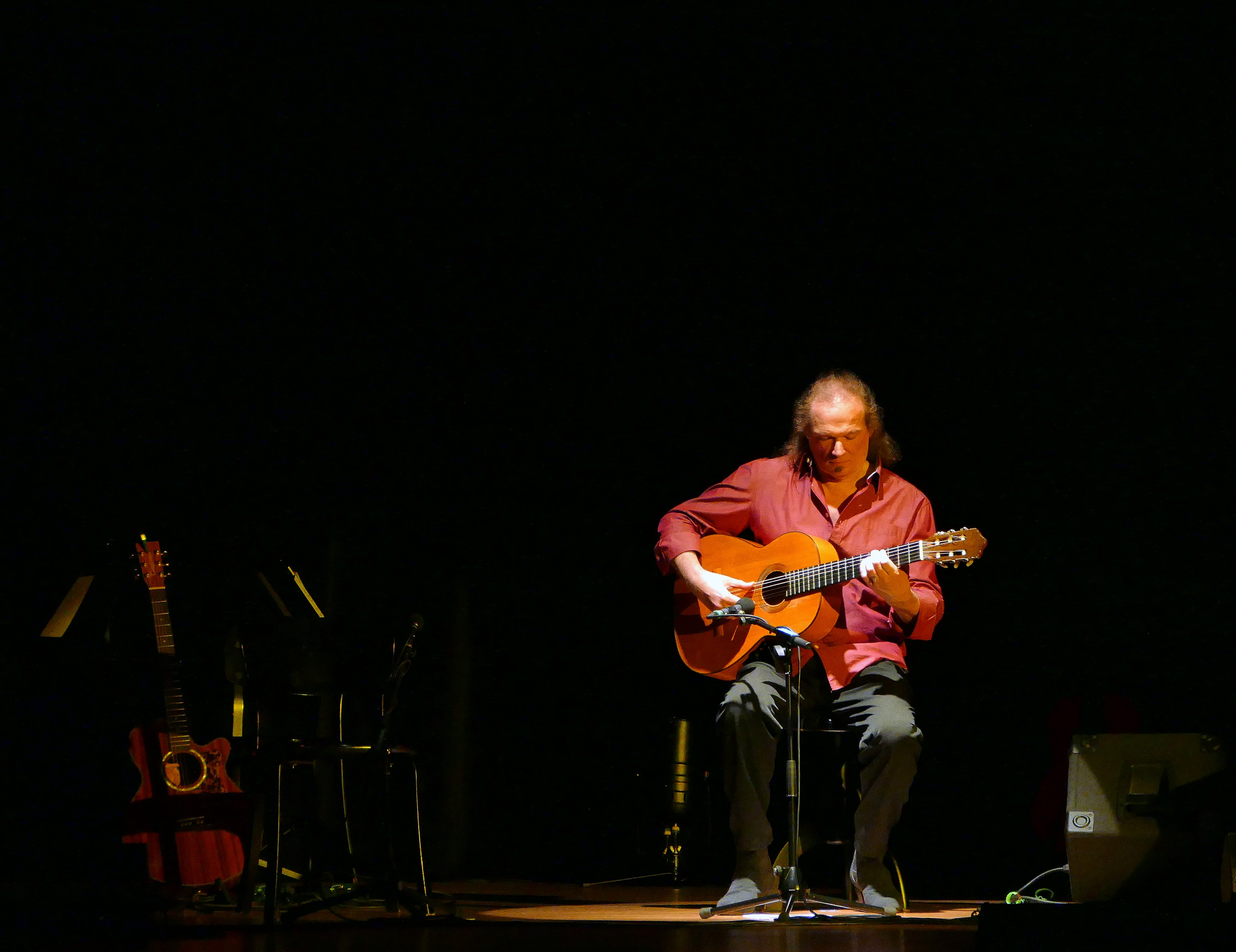
Franz Gottwald

### Franz Gottwald – Grafiker und (Flamenco)Gitarrist
Nach Püschel`s Rückzug aus dem aktiven Dienst 2012 übernahm Franz Gottwald alleinverantwortlich die Programmgestaltung und wurde 2015 von der Mitgliederversammlung auch zum Vorsitzenden des Vereins Klangbüchse gewählt.
Geboren 1954 in Sarstedt bei Hildesheim schrieb der Grafiker, Kulturpädagoge und Flamencogitarrist Franz Gottwald 1986 seine Diplomarbeit zum Studium der Kulturpädagogik über seinen Jugendfreund aus „Sarstedter Tagen“ und Scorpions-Gründer Rudolf Schenker. Gottwald arbeitete zu jener Zeit als Grafiker beim hannoverschen Szene-Magazin Spanner, später magascene.
Auf Initiative von Udo Püschel kam Gottwald 1989 zur Klangbüchse und mit ihm fand auch der Flamenco vermehrt Eingang in das Programm der Mimuse. Gottwald gestaltete die Programme, war als technischer Leiter für die Bühnen im Theatersaal und daunstärs zuständig, organisierte die Abläufe und vieles mehr. Das deutschlandweit erfolgreiche Duo Flamenco mit Franz Gottwald und Victor Svec spielte 1978 bereits auf dem ersten Klangbüchsen-Folkfestival und unter anderem auch bei einer Fiesta Española, einem musikalischen Abend für spanische Gastarbeiter und überzeugte dabei sogar die zunächst skeptischen spanischen Gäste.
2008 ging das Festival Flamenco erstmals im Rahmen der MIMUSE über die Bühne, mit dabei Franz Gottwald mit seinem Trio Azucar del Norte.
2014 verlieh die 1. Stadträtin und für das Kulturamt zuständige Dezernentin Monika Gotzes-Karrasch Gottwald eine Auszeichnung für seine 25-jährige Arbeit im Dienst für die Kultur in Langenhagen. Darin liege die Besonderheit von Gottwalds Arbeit, stellte Gotzes-Karrasch fest: „Die Erledigung Ihrer Aufgaben ist ein kleines Kunststück, eine Gratwanderung zwischen den Strukturen einer Verwaltung, dem Kulturbetrieb mit seinen eigenen Gesetzen und den hilfreichen Ehrenamtlichen des Vereins Klangbüchse“.
Zum Ende des Jahres 2020 ging Franz Gottwald in den Ruhestand, trat aus dem Verein aus und gab den Staffelstab weiter an seine Nachfolgerin Inga Herrmann.

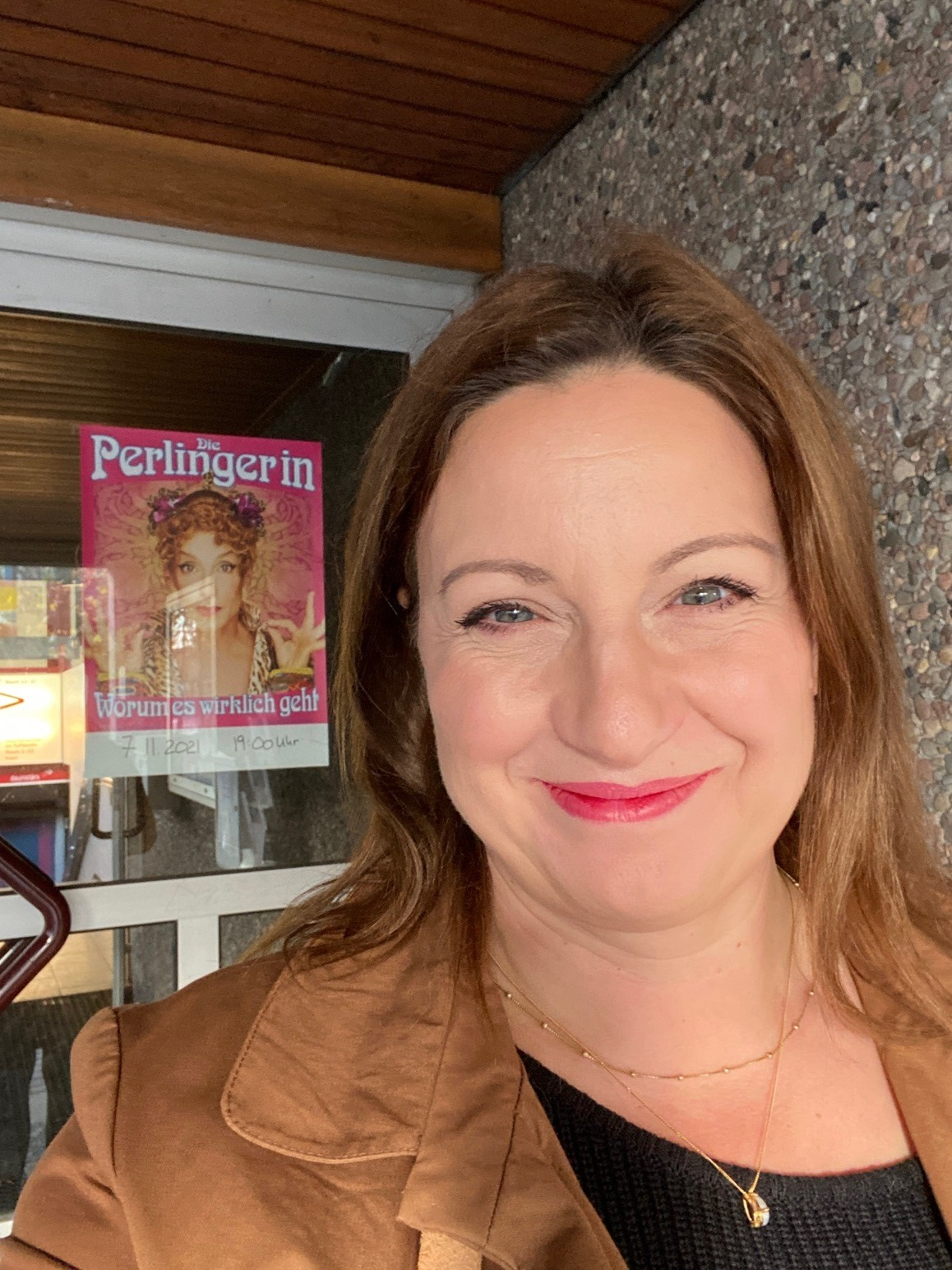
Inga Herrmann am daunstärs

### Inga Herrmann – Einstand in schwierigen Zeiten
Im Juni 2020 übernahm die Juristin und Veranstaltungsmanagerin Inga Herrmann die Programmleitung der Mimuse. Am 3. September 2020 wurde sie in den geschäftsführenden Vorstand des Vereins Klangbüchse e.V. gewählt. Geboren in Engelbostel lebt sie nach Studium und beruflichen Jahren in Berlin, Mannheim und Hamburg inzwischen wieder in Langenhagen. Die MIMUSE ist nicht neu für sie. Schon in den neunziger Jahren war Herrmann bereits als Ehrenamtliche dabei, damals noch als Schülerin.
Ihr Einstand im Juni 2020 in die Leitung der Mimuse als Programm-Chefin erfolgte allerdings zu einem Zeitpunkt, der wegen der anhaltenden Corona-Pandemie ungünstiger nicht hätte sein können. So waren erste Aufgaben zunächst schlichtweg der Erhalt des Spielbetriebs, die Einhaltung geltender Hygienevorschriften und ein andauerndes Ringen um Durchführung von Veranstaltungen, gleichzeitig geprägt durch die Herausforderung, das Vereinsleben am Leben zu erhalten und die finanzielle Situation des Vereins durch Fördergelder zu stabilisieren. Die Mühen lohnten sich: In den ersten beiden Jahren unter ihrer Leitung konnte der Verein über zehn neue Mitglieder für sich gewinnen. Gleichzeitig modernisierte Herrmann den Außenauftritt sowie das Logo der MIMUSE und führte das Festival mit einem stetigeren Auftritt in sozialen Medien ins digitale Zeitalter.
Herrmann führte im Jahr 2021 Outdoor-Veranstaltungen und eine Kooperation mit der Elisabethkirche als Spielort ein und implementierte zwei neue Veranstaltungsformate: Die junge „MIMUSEnow“ sowie MIMUSE Local, bei der lokalen Künstler aus der Region Hannover eine Bühne bekommen. Nach dem Wasserschaden im Theatersaal war Herrmann maßgeblich mit dem Einrichten des Kulturzeltes befasst, was der MIMUSE eine Spielstätte und eine größere Sichtbarkeit im Langenhagener Kulturleben verschaffte.

## Plakate und Programmhefte der Mimuse ab 1981
Die Plakate zur Mimuse von 1981 und 1982 ähneln stilistisch noch sehr denen der Folkfestivals. Das zentrale Motiv der DIN A1 Mimuse-Plakate hingegen von 1985 bis 1991 blieb stets der Marionettenspieler mit der Figur des Pierrots, dem Spaßmacher des Varietè und des französischen Pantomimetheaters. Inspiriert von dem vom Publikum hochgeschätzten Marionettenspieler Stephan Blinn, der mit seinen „Varieté-Highlights am seidenen Faden“ bereits mehrfach zu Gast bei der Mimuse war, ist der Pierrot auch heute noch das Markenzeichen der MIMUSE. Auf dem Plakat von 1985 noch als Solokünstler zu sehen, so teilt sich der kleine Pierrot auf allen nachfolgenden Entwürfen den Platz mit vielen seiner Kollegen des jeweiligen Programms.
Für Udo Püschel ging es in den von ihm gestalteten Plakaten um eine graphische Übersetzung ins Bildhafte dessen, was die Kleinkunst in all seiner Vielfalt ausmacht. Interessant ist beispielsweise das Plakat aus dem Jahr 1987, welches in Technik und Gestaltung Einflüsse des Malers, Zeichners und Illustrators Michael Mathias Prechtl aufweist.
1990 wird der Mimus in Gestalt von Mathias Richling auf einem freundlichen Pegasus sitzend von der Muse geküsst und mit den drei Springteufeln der kleinen Tierschau 1991 endete die Reihe der großen handgezeichneten DIN A1 Plakate.

## Künstler bei der Mimuse

### Kabarett/Kleinkunst
Götz Alsmann, Django Asül, Jürgen Becker, Hennes Bender, Konrad Beikircher, Matthias Beltz, Matthias Brodowy, Martin Buchholz, Gunter Böhnke & Bernd-Lutz Lange, Jochen Busse, HG. Butzko, Bülent Ceylan, Matthias Deutschmann, Vince Ebert, Das Geld liegt auf der Fensterbank, Marie, Christian Ehring, Horst Evers, Ottfried Fischer, Lisa Fitz, Thomas Freitag, Katie Freudenschuss, Erwin Grosche, Otto Grünmandl, Josef Hader, Dieter Hildebrandt, Rüdiger Hoffmann, Franz Hohler, Hanns Dieter Hüsch, Janssen & Grimm, Luise Kinseher, Marcel Kösling, Thomas Kreimeyer, Reiner Kröhnert, Frank Lüdecke, Herbert Knebel, Jochen Malmsheimer, Manfred Maurenbrecher, Patrizia Moresco, Fritz Muliar, Hanns Meilhamer & Claudia Schlenger, Missfits, Rolf Miller, Alfred Mittermeier, Michael Mittermeier, Herr Momsen, Dieter Nuhr, Christian Überschall, Heinrich Pachl, Sissi Perlinger, Maria Peschek, Volker Pispers, Kalle Pohl, Gerhard Polt, Urban Priol, Arnulf Rating, Hagen Rether, Mathias Richling, Georg Ringsgwandl, Lars Reichow, Richard Rogler, Hans Scheibner, Wilfried Schmickler, Harald Schmidt, Werner Schneyder, Georg Schramm, Klaus-Peter Schreiner, Horst Schroth, Christoph Sieber, Christof Stählin, Uwe Steimle, Wolfgang Stumph, Dieter Süverkrüp, Suchtpotenzial, Hans Hermann Thielke, Nessi Tausendschön, Max Uthoff, Henning Venske, Gernot Voltz, Stefan Waghubinger, Claus von Wagner, Stephan Wald, Bodo Wartke, Timo Wopp, Detlef Wutschik, Sigi Zimmerschied, Zwingertrio

### Musik
Lydie Auvray, Antonio Andrade, Biermösl Blosn, Duo Sonnenschirm, Alix Dudel, die Feisten, Friedhelm Kändler, Georg Kreisler, Herbert Knebels Affentheater, Klaus Lage, Le Clou, Werner Lämmerhirt, Liederjan, McCalmans, Ulla Meinecke, Juliano Rossi, Hannes Wader, Bodo Wartke, die Wellküren, Pe Werner, Helen Vita, Erika Pluhar, Hanne Wieder, Wildes Holz

### Theater & Verwandtes
Bilder einer Ausstellung, Stephan Blinn, Jordi Bertran, Les Funambules, Neville Tranter, Sheer Madness, Tag Teatro di Venezia

### Comedy/Clowns/Varietè
Adams & Dandridge, Colombaioni-Clowns, Die kleine Tierschau, Desimo, Elliot, Emmi & Willnowsky, Günter Fortmeier, Habbe & Meik, Gardi Hutter, Illi & Olli, Johann König, Mimikrichy, Paul Morocco & Olè, Nickelodeon, Konrad Stöckel, Pic, Salto Vitale, die KGB-Clowns

## Chronik
- 1981 spielten u. a.: Gert Fröbe, Mathias Richling, Ape, Beck & Brinkmann, Ulrich Roski
- 1982 spielten u. a.: Christof Stählin, Annette Hopfenmüller, Blackout Revuekabarett, Comedia Mundi, Kaktusblüte
- 1983 spielten u. a.: Gerhard Polt, Konrad Beikircher, Gerd Dudenhöffer, Heinrich Pachl, Richard Rogler
- 1984 spielten u. a.: Götz Alsmann, Helen Vita, Gerhard Zwerenz, Hanns Meilhamer, Claudia Schlenger-Meilhamer, Jochen Steffen
- 1985 spielten u. a.: Christof Stählin, Herbert Bonewitz, Georg Kreisler, Barbara Peters, Das Bügelbrett, Pic
- 1986 spielten u. a.: Matthias Deutschmann, Fritz Muliar, Hanne Wieder, Günter Christmann, Illi & Olli, Jörg Maurer, Hilde Heim, Gottfried Böttger
- 1987 spielten u. a.: Martin Buchholz, Gardi Hutter, Andreas Giebel, Michael Genähr, Gabi Lodermeier, Albrecht Roser
- 1988 spielten u. a.: Hans Werner Olm, Ingolf Lück, Sissi Perlinger, Georg Ringsgwandl, Uschi Flacke, Pocket Opera Company, Ernst Stankovski, François Villon
- 1989 spielten u. a.: Kalle Pohl, Hanns Dieter Hüsch, Georg Schramm, Reiner Kröhnert, Duo Sonnenschirm, Totales Bamberger Cabaret, Claus Vinçon, Werner Koj
- 1990 spielten u. a.: Mathias Richling, Bockshorn (Kabarett), Peter Horton, Missfits, Michael Quast, Zwingertrio
- 1991 spielten u. a.: Harald Schmidt, Die kleine Tierschau, Monty Arnold, Achim Konejung, Hans-Eckardt Wenzel, Steffen Mensching
- 1992 spielten u. a.: Hanns Dieter Hüsch, Rüdiger Hoffmann, Frank Wolff, Anne Bärenz, Gruppo di Valtorta, Nana Gualdi, Felix Janosa, Phrasenmäher (Kabarett), Jockel Tschiersch
- 1993 spielten u. a.: Detlef Simon, Ralf Husmann, Hubert Burghardt, Milan Sládek, Holger Paetz
- 1994 spielten u. a.: Wolfgang Stumph, Ingo Insterburg, Marcus Jeroch, Bernd Regenauer, David Leukert, Manfred Maurenbrecher, Lars Reichow, Klaus Peter Schreiner
- 1995 spielten u. a.: Gabi Decker, Stephan Bauer, Rolf Miller, Nestbeschmutzer, Neville Tranter, Ursus & Nadeschkin
- 1996 spielten u. a.: Michael Mittermeier, Böhnke, Familie Flöz, Michael Quast, Christoph Sonntag, Unison, Nessi Tausendschön
- 1997 spielten u. a.: Gabi Köster, Missfits, Lioba Albus, Norbert Alich, Michael Genähr, Gerlinde Kempendorff, Frank Lüdecke, Angelika Mann, Massimo Rocchi, Jess Jochimsen
- 1998 spielten u. a.: Martina Brandl, Şinasi Dikmen, Kabarett A-Z, Arthur Senkrecht, Erwin Grosche, Les Founambules, Der Blonde Emil, Plebsbüttel
- 1999 spielten u. a.: Roberto Capitoni, Gardi Hutter, Käthe Lachmann, Mime Crime, Pigor & Eichhorn, Knacki Deuser, Michael Sens, Uwe Steimle
- 2000 spielten u. a. Dieter Nuhr, Bruno Jonas, Stephan Bauer, Kom(m)ödchen, Achim Konejung, Mainzer Unterhaus, Susanne Pätzold, Holger Paetz, Hans-Hermann Thielke, Josef Hader, Patrick Schleifer
- 2001 spielten u. a.: Ingo Börchers, Roy Gardner, HISS, Michael Quast, Christoph Sieber, Lars Reichow, Friedhelm Kändler, Mark Britton, Alix Dudel, Arnim Töpel, HG. Butzko
- 2002 spielten u. a.: Luise Kinseher, Jürgen Becker, Christian Ehring, Hans Gerzlich, Helmut Schleich, Volkmar Staub, Lutz von Rosenberg Lipinsky, Horst Evers
- 2003 spielten u. a.: Django Asül, Volker Pispers, Bülent Ceylan, Friedhelm Kändler, Gabi Decker, Sascha Grammel, Bastian Pastewka, Olli Dittrich, Urban Priol, Pe Werner
- 2004 spielten 47 Gruppen und Akteure, u. a.: Der unglaubliche Heinz, 6-Zylinder, Wolfgang Nitschke, Ken Bardowicks, Jan Degenhardt, Thomas Reis (Kabarettist), Lydie Auvray, Henning Venske, Sebastian Krämer, Frank Lüdecke, Robert Griess, Volkmar Staub
- 2005 spielten 53 Gruppen und Akteure u. a. Arnulf Rating, Matthias Deutschmann, Stefan Jürgens, Gardi Hutter, Hennes Bender, Hans Scheibner, Womedy, Tailed Comedians, Jess Jochimsen, Matthias Brodowy
- 2006 spielten 53 Gruppen und Akteure u. a.: Lisa Fitz, Lach- und Schießgesellschaft, Bülent Ceylan, Jürgen Becker, Johann König, Werner Lämmerhirt, Liederjan, Sissi Perlinger, Jess Jochimsen, Ganz Schön Feist, FaberhaftGuth, Thomas Nicolai
- 2007 spielten 49 Gruppen und Akteure u. a.: Herbert Knebels Affentheater, Kerim Pamuk, Thomas Freitag, Horst Schroth, Günter Willumeit, Martin Buchholz, Matthias Deutschmann, Schwarze Grütze
- 2008 spielten 65 Gruppen und Akteure u. a.: Bodo Wartke, Dirk Bielefeldt, Volker Pispers, Hannes Wader, LaLeLu, Hagen Rether, Stefan Jürgens, Peter Vollmer, Weber-Beckmann, Sebastian Schnoy
- 2009 spielten 66 Gruppen und Akteure, u. a.: Bernd Regenauer, Thomas C. Breuer, Marc-Uwe Kling, René Marik, Emmanuel Peterfalvi, Dave Davis, Nils Heinrich, Dittmar Bachmann, Ohne Rolf, GlasBlasSing Quintett, Topas, Moritz Netenjakob, Philipp Weber, Lisa Feller, Matthias Seling, Jojo Weiß, Robert Kreis
- 2010 spielten 68 Gruppen und Akteure, u. a.: Erwin Grosche, Stephan Bauer, Horst Schroth